# 馬來西亞華人
馬來西亞華人，也称大馬華人，是马来西亚本地包含了各個族源可追溯至當今中國的不同民系（潮州、客家、廣府等）的泛稱。马来西亚华裔主体是清朝末年及民国成立後自南方沿海地区如福建、廣東、廣西、海南、极少数湖北（天门）和少量三江地区（浙江、江苏、上海）遷徙至馬來亞半岛的移民及其後代。此外，在东马（沙巴、砂拉越）古称北婆罗州的地区也有华北籍贯的华人，他们的祖先是当时英国殖民者同中国北洋政府签署劳工合同从天津、河北、河南、山东等引进志愿劳工至东马进行开荒劳动工作。在馬來西亞公民中，本土华人是第二大群體，總數約有690萬人（不含未具公民資格者），其中闽南民系、广府民系和客家民系占绝大多数。
马来西亚华人佔马来西亚公民的22.4%，主要分佈於吉隆坡（首都）、喬治市（檳城州）、亚罗士打（吉打州）、加央（玻璃市州）、怡保（霹靂州）、芙蓉（森美兰）、新山（柔佛州）、古晉（砂拉越州）、亞庇（沙巴州）和馬六甲市（馬六甲州）等各大城市。

## 歷史
马来西亚华人的移民史可追溯至汉代，唐、宋时中国和马来群岛已有频密的商业活动和文化交流，元代时已有中国人在当地定居的明确记载。
到明代，鄭和下西洋時曾多次在馬六甲（明史稱為滿剌加）停留，後來將馬六甲、巨港（今屬印尼）、泗水（今屬印尼）等營建成其船隊的大本營。至今馬六甲仍然留有大量與鄭和有關的遺蹟。一些華人與當地人通婚，開始在馬六甲定居，漸漸受馬來文化影響，繁衍開來。
自此，華人開始在馬六甲形成聚落定居，成為馬六甲的一個重要民族。明朝衰弱後，這些通婚華人的後裔由於交通不便、海禁等因素，開始與祖國關係疏遠，與本土文化相互交融，逐漸形成一支新的民族——峇峇娘惹（Baba-Nyonya）。峇峇娘惹的母語也由方言（主要是閩南話）慢慢轉變成夾雜方言以及馬來語的峇峇娘惹語（Peranakan Hokkien），但依然保留了华人的風俗儀式。
而華人大量移民今馬來西亞各地則是從第二次鴉片戰爭後開始，當時清朝戰敗，中英簽署《北京條約》，清廷容許外國商人招聘漢人出洋工作，充當廉價勞工（苦力）。當時英國殖民者需要大量的人力資源以開發馬來亞半島，許多華工（或稱為苦力）被輸送到馬來亞半島成為礦工、種植工人等。在蒸汽船使用後，華僑南來的數量更是急劇上升。此時到來的華人移民人數已經大幅度超越早期的娘惹峇峇，所以被早期定居的人稱為「新客」。這時期馬來半島華人的男女比例嚴重失衡，這是因為勞工們的僑鄉意識濃厚，多不打算扶老攜幼來到馬來亞定居，而是希望賺夠錢回到老家故鄉。
1929年，全球開始經濟大蕭條。此時華僑婦女開始大量移民馬來亞，男女人口比例結構趨向平衡。二战後世界進入冷戰時代，英屬馬來亞正值馬共武装斗争的紧急状态时期，移民條例收緊，華人抵馬的移民潮逐漸減少甚至停止。此後，華人參與了馬來亞獨立運動與馬來西亞的建國運動，並在當地繁衍開來。
隨著馬來西亞建國和1969年五一三事件後，獨尊土著（馬來語：Bumiputera）的新經濟政策，華人在社會上受到許多不平等待遇。由於華人生育率較低，預估2040年馬來西亞華人比例將下滑到低於總人口20%，不利於華人的參與權及決策權。

## 人口

2018年馬來西亞國會選區華人與马来族選民的人口比例分佈
■偏紅則表示華人所佔比例較高
■偏绿則表示马来族所佔比例较高
■偏褐色則表示兩者比例相當
■顏色越深則表示其他種族（如印度裔）所佔比例越高

在2020年马来西亚約有690萬華裔公民，是馬來西亞公民中的第二大民族，僅次於馬來族公民（約2060萬人），華裔公民人口是第三位印度裔公民（約200萬人）的3倍以上。華人人口在某些城市（如：新山、檳城、怡保、芙蓉、巴生、馬六甲、古晉、詩巫）佔的比例較重，有些更超過半數。
大馬華人的主要祖籍包括：福建（約四成的大馬華人屬於福建籍貫，佔最多數，包括泉漳人、興化人、福清人、福州人）、廣東（廣府人、潮汕人、客家人）、海南（海南人）、廣西（廣府人、客家人、壯族人）等。另外有部分大馬華族長期受馬來和其他文化影響而形成了新的華人族群，稱為峇峇娘惹或土生華人，但基於國家宗教政策，此現象已不復存在。
馬來西亞政府的數據顯示，1957年，馬來亞華人約佔總人口的40%（不包括共組马来西亚時加入的新加坡、沙巴及砂拉越人口），到2010年則下降至24.6%，在2020年華人佔所有公民中的23.2%；加上穆斯林多生多養的文化，如果生育數不見起色，華人的資源會逐步被侵蝕。人口比例下滑的原因之一是華人注重對子女的培養與教育以應對未來挑戰，而不願因「多生粗養」來承受過多經濟的壓力。因此，相對富裕的階層或知識水平較高者不願多生孩子。在鄉村地區，由於生活水平和教育水準不高，一般孩子較多。
不过，马来西亚华裔人口不是“绝对”减少，而是“相对”下降，也就是說華裔人口依舊在上升，只是沒有其他族裔上升得快。据当地媒体报道，从1961年至2000年的近40年里，马来西亚华人人口从300万增加至560万，增长87%。马来西亚华社研究中心主任文平强表示，华人人口其实是在增加，但是速度很慢，比例下降也是对比其他族群的增长率来说的。如在出生率方面，1957年，印度族人为7.9%，华人是7.3%，马来人是6.0%；到1995年，华人出生率开始大幅下滑，比例跌至2.5%。

### 人口比例
根據馬來西亞2020年人口普查，馬來西亞華人人口在各州的比例為：
| 州屬       | 人口      | 比例  |
| ---------- | --------- | ----- |
| 柔佛       | 1,246,715 | 31.2% |
| 吉打       | 263,414   | 10.2% |
| 吉兰丹     | 36,427    | 1.6%  |
| 马六甲     | 228,815   | 23.7% |
| 森美兰     | 236,791   | 21.4% |
| 彭亨       | 225,649   | 13.4% |
| 霹雳       | 702,452   | 29.9% |
| 玻璃市     | 19,613    | 6.6%  |
| 槟城       | 691,840   | 44.9% |
| 沙巴       | 453,568   | 12.8% |
| 砂拉越     | 640,179   | 25%   |
| 雪兰莪     | 1,702,983 | 25.5% |
| 登嘉楼     | 19,753    | 1.2%  |
| 联邦直辖区 | 人口      | 比例  |
| 吉隆坡     | 680,470   | 41.1% |
| 纳闽       | 10,014    | 13.4% |
| 布城       | 479       | 0.7%  |

| 年份     | 1835 | 1911  | 1931      | 1947      | 1957      | 1970      | 1980  | 1991      | 2000      | 2010      | 2020      |
| -------- | ---- | ----- | --------- | --------- | --------- | --------- | ----- | --------- | --------- | --------- | --------- |
| 華人人口 |      |       | 1,285,000 | 1,871,000 | 2,398,000 | 3,274,000 |       | 4,623,900 | 5,691,900 | 6,600,000 | 6,900,000 |
| 比例     | 8.0% | 29.6% | 45.9%     | 42.4%     | 39.6%     | 35.8%     | 32.9% | 30.1%     | 28.1%     | 24.6%     | 23.2%     |

### 部分州屬人口的變遷
以下列表只列出佔有一定華族人口的州屬。
檳城

主要集中區域：乔治市、北海、大山腳、新邦安拔
| 年份 | 總人口    | 馬來族人口 | 百分率 | 華族人口 | 百分率 |
| ---- | --------- | ---------- | ------ | -------- | ------ |
| 1812 | 26,107    | 9,854      | 37.7%  | 7,558    | 28.9%  |
| 1820 | 35,035    | 14,080     | 40.2%  | 8,595    | 24.5%  |
| 1860 | 124,772   | 71,723     | 57.4%  | 36,222   | 29.0%  |
| 1891 | 232,003   | 92,681     | 39.9%  | 86.988   | 37.5%  |
| 1970 | 775,000   | 247,000    | 30.6%  | 436,000  | 56.3%  |
| 1990 | 1,150,000 | 399,200    | 34.5%  | 607,400  | 52.9%  |
| 2000 | 1,313,449 | 637,023    | 48.5%  | 537,200  | 40.9%  |
| 2005 | 1,511,000 | 624,000    | 41.3%  | 650,000  | 43%    |
| 2010 | 1,561,383 | 642,286    | 43.6%  | 670,400  | 45.6%  |
| 2020 | 1,854,711 | 788,286    | 42.5%  | 731,286  | 39.4%  |

柔佛

主要集中區域：新山、依斯干达公主城、昔加末、居銮、麻坡、古来、峇株巴辖、拉美士、东甲、永平、笨珍。
| 年份 | 總人口    | 馬來族人口 | 百分率 | 華族人口  | 百分率 |
| ---- | --------- | ---------- | ------ | --------- | ------ |
| 1931 | 505,311   | 209,200    | 41.4%  | 234,464   | 46.4%  |
| 1947 | 738,251   | 243,055    | 48.1%  | 221,326   | 43.8%  |
| 2000 | 2,740,625 | 1,564,900  | 57.1%  | 970,181   | 35.4%  |
| 2010 | 3,348,283 | 1,811,139  | 58.9%  | 1,034,713 | 33.6%  |

霹雳

主要集中區域：金宝、怡保、安順、曼绒、江沙、太平、华都牙也、务边
| 年份 | 總人口    | 馬來族人口 | 百分率 | 華族人口 | 百分率 |
| ---- | --------- | ---------- | ------ | -------- | ------ |
| 1891 |           |            |        | 94,345   | 44.0%  |
| 1901 | 329,665   |            |        | 150,239  | 45.6%  |
| 2000 | 2,051,236 |            | 54.7%  |          | 32.0%  |
| 2010 | 2,352,743 | 1,302,166  | 57.0%  | 693,397  | 30.4%  |

雪蘭莪

主要集中區域：梳邦再也、蒲種、沙登、八打靈再也、安邦再也、加影、巴生市、万挠
| 年份 | 總人口    | 馬來族人口 | 百分率 | 華族人口  | 百分率 |
| ---- | --------- | ---------- | ------ | --------- | ------ |
| 1891 | 81,592    | 23,750     |        | 50,844    |        |
| 1931 | 533,197   |            | 23.1%  |           | 45.3%  |
| 1947 | 710,788   |            | 26.4%  |           | 51%    |
| 2000 | 4,188,876 |            | 53.5%  |           | 30.7%  |
| 2010 | 5,462,141 | 2,877,254  | 57.1%  | 1,441,774 | 28.6%  |
| 2020 | 6,485,167 | 3,815,422  | 58.8%  | 1,713,000 | 26.4%  |

## 祖籍及族群

### 閩人

#### 閩南人
馬來西亞華人最大的族群是閩南民系，總共約277.2萬人。

狹義的閩南民系指福建閩南人，廣義上包括了潮州人。

##### 福建人（泉漳人）
來自福建漳州、廈門和泉州的馬來西亞闽南裔華人是馬來西亞華人社區當中最大的民族。
第一批華裔泉漳人移民主要定居在馬六甲，佔馬六甲華人人口的3%，也被稱為峇峇娘惹（Peranakan）。
第二波華裔福建人從19世紀起定居在馬來亞，掌控馬來亞的橡膠種植經濟和金融經濟，構成了許多州最大的漢語語言群體。
許多漳州閩南人移民到馬來半島的北部城市，包括檳城、吉打、玻璃市、霹靂太平、吉蘭丹、登嘉樓；而祖籍泉州的福建人則移民到馬來半島的南部城市，包括雪蘭莪的巴生、森美兰波德申、馬六甲和柔佛。 在婆羅洲的砂拉越也有不少來自泉州的閩南移民。

##### 福州人（閩東人）
為數不少的閩東人從19世紀開始移民馬來西亞，主要來自福建福州，和之後的閩清和古田县。婆羅洲砂拉越有大量閩東人社群，特別是拉讓江流域的詩巫 。西馬的幾個城鎮也有大量閩東人聚居，特別是霹靂的實兆遠、柔佛的永平和雪蘭莪的雪邦区双溪比力 。

##### 興化人（莆仙人）
興化人主要來自福建莆田和仙遊，人數少於閩南人、閩東人。興化人主要散居在雪隆、霹靂、馬六甲、柔佛、砂拉越等地的城鎮，大多從事自行車、摩哆车和汽車零件配備行業。

##### 建寧人（閩北人）
閩北人主要來自福建原建寧府地區，包括建甌、建陽、崇安、松溪、政和、浦城，人數极少，是馬來西亞各閩民系社群當中最小的群體。閩北人主要定居在檳城，不少亦受當地閩南人的影響而改說檳城福建話。

### 潮州人
來自潮汕地區的潮州人從18世紀開始大量移民馬來西亞，主要在威省、霹靂吉輦縣和吉隆坡附近的巴生定居。這些移民是主要在馬來亞植物園種植管理鉤藤和辣椒。更多的潮州人在19世紀天猛公依不拉欣的鼓勵下移居到柔佛，許多新城鎮由移民來此擔任種植工的潮州人建成。新山以及柔佛西部沿岸的主要城鎮（笨珍主要華人民系，和麻坡与峇株巴轄的次要華人民系，東海岸漁業為主的興樓等）以及馬來半島中部州屬內陸地區城鎮分布許多潮州人，他們大部分是依據在柔佛港主制度下來種植甘蔗和胡椒的種植工後裔。其他州屬也有潮州人社群，在雪蘭莪的沙白安南縣的潮州人主要工作為種稻而定居的（适耕庄），以及漁業（巴生吉膽島)，在馬六甲內陸地區（如亚罗牙也和野新）也有分布。

### 海南人
海南人從19世紀前就移居到馬來亞和北婆羅洲，但人數比泉漳籍、潮州籍、廣府籍移民少。来自海南岛的人從事食品餐飲業或漁業，或被聘為峇峇娘惹家庭的廚師。登嘉樓甘馬挽 和雪蘭莪吉膽島有大量海南人聚居，吉兰丹和登嘉楼也有相當規模的海南人社區。 婆羅洲砂拉越和沙巴的城市和城鎮也有小規模的海南人社區，他們主要經營咖啡店。

### 廣府人
馬來西亞第二大的華人社群為廣府人，約188萬人，主要來自廣東、廣西和海南。

#### 廣東人
廣東人主要來自廣東廣州、佛山、三水、江门（五邑）、澳门、中山、高州一带，定居在吉隆坡和其周邊各大衛星城鎮，如八打靈再也、莎阿南和梳邦再也（八打灵县）、怡保、芙蓉市 、婆羅洲沙巴山打根、砂拉越泗里街、彭亨的关丹。這些廣東人早期的定居點都發展成了主要城鎮。大多數廣東人早期從事錫礦工工作。

#### 廣西人
廣西人主要使用廣西南部各粵语方言（勾漏，钦廉，邕浔），人數比廣東人少，主要聚居在彭亨的文冬县、文德甲和勞勿县。

### 客家人
客家人為馬來西亞華人第三大社群，共計約162萬人。
早期移民至馬來西亞的客家人主要為礦工，他們的後代主要住在雪蘭莪 和霹靂（主要是太平和怡保），砂拉越、沙巴和森美蘭形成了大型的客家人社區。由於20世紀黃金和錫礦業的經濟重要性下降，許多人轉向橡膠工業。西馬的檳城、馬六甲、彭亨、柔佛（主要在古來，在新山和居鑾也有分佈）有大量客家人聚居。在1990年代統計沙巴的華人有57%是客家後裔，大都從事農業工作。霹靂近打縣的客家人主要來自廣東梅州梅縣，而吉隆坡的客家人主要來自廣東惠州。婆羅洲沙巴客家人主要來自廣東寶安縣，而砂拉越的客家人主要是來自揭西縣河婆。根據馬來西亞客家公會的數據，祖籍惠州的客家人在這近年人口穩定上升，其他的祖籍例如梅縣、龍川和河婆都持續下滑，主要是大多數的梅縣人聚集地地方，在怡保，客家人已完全被廣府人影響，也因如此梅縣客家人本身只会说廣東話、福建話或惠州客家話，只剩年長者會说梅縣話。
| 祖籍 | 1990人口 | 2000人口 | 2010人口  | 2020人口  |
| ---- | -------- | -------- | --------- | --------- |
| 惠州 | 473,656  | 887,433  | 1,215,700 | 1,442,116 |
| 梅县 | 279,605  | 257,862  | 231,780   | 206,798   |
| 其他 | 245,861  | 203,990  | 172,250   | 156,789   |

### 三江人
三江人或上海人主要來自浙江、江蘇和上海，為馬來西亞華人第二小的社群。主要從事中文教育、裁缝和建設行業。

### 北方人
中國北方人移民為馬來西亞華人最小的社群，他們使用各種官話方言。在沙巴，有華北人聚居的小社群，祖先主要來自河北、北京、天津和山東，但他們自稱為天津人。包括漢族和回族移民。他們與吳越人一起成立三江（長江、黃河和黑龍江）協會。

## 語言及方言

馬來西亞華裔在華祖籍分布圖

大馬城市華裔祖籍分佈:
泉漳人
廣府人
客家人
福州人
海南人
潮州人
廣西人
福清人
不確定

### 華人語言主要通行地區
| 語言             | 通行地區 |
| 福建話（泉漳話） | 檳城、玻璃市、槟城北海、槟城峇六拜、槟城新邦安拔、槟城北赖、霹靂太平、霹靂安顺、馬六甲、柔佛昔加末、柔佛新山、柔佛麻坡、柔佛峇株巴辖、柔佛东甲、吉打亚罗士打、雪蘭莪巴生、雪蘭莪万津、森美蘭波德申、森美蘭淡边、砂拉越古晋、吉兰丹、登嘉樓瓜拉登嘉楼 |
| 廣東話           | 吉隆坡、雪蘭莪巴生谷、霹靂怡保、务边、金宝、打巴、美罗、森美蘭芙蓉、彭亨關丹、柔佛丰盛港、沙巴山打根 |
| 客家話           | 雪蘭莪加影、安邦、沙登、霹靂江沙、沙巴、柔佛古來、柔佛居銮、檳城浮罗山背 |
| 潮州話           | 吉打双溪大年、吉打居林、槟城大山脚、槟城高渊、霹靂巴里文打、柔佛新山、砂拉越美里 |
| 福州話           | 砂拉越分布广泛，主要在诗巫、泗里街、民都魯地區、霹靂实兆远、柔佛永平、雪蘭莪双溪比力 |
| 海南话           | 登嘉樓龙运和甘马挽縣、柔佛哥打丁宜 |

在馬來西亞，現代標準漢語（華語）以外的各分支漢語（例如各種閩語、粵語、客語等）通常都被稱為「方言」。
與新加坡華人統一使用華語不同，馬來西亞政府沒有限制當地華人使用方言，馬來西亞华人之間普遍以華文或方言交流，如福建閩南話和廣東話（分為北馬檳城福建話、中馬吉隆坡廣東話和南馬柔佛潮州話）和客家話，而中文書面語則是官話白話文。
马来西亚华人大多受中文教育长大，學校裡華文課皆用簡體中文，但繁體中文在坊間仍有一定流行程度。多數華人經常使用標準華語和其他華族語言，而马来语和英语则作为其次要语言。  
此外，也有部分華人以英語為日常語言，其中包括受英語教育的華人和半数受中文教育的年輕一輩華人。根據2011年《馬來西亞內幕者》在一項對107位馬來西亞華裔成年人口的街頭訪問，其中有26.1%或28人不能夠流暢掌握或完全無法明白馬來語；接受訪問的75人當中，68%或51人認為馬來語是一個重要的語言；但和英語相比，只有33.3%或25人認為馬來語比英語重要，29.3%或22人認為英語比馬來語重要，20%或15人認為兩者同樣重要。 
另外，在多元文化的環境下，多語混雜使用的情況也很常見，這種現像在當地被戲稱為「羅惹」的混合語。
根据2010马来西亚人口普查，共有6,640,000华裔人口，其中華語（現代標準漢語）为大部分人的日常沟通语言。
| 馬來西亞華裔語言（2000） | 人口      | 比例（%） | 馬來西亞華裔語言（2010） | 人口      | 比例（%） | 馬來西亞華裔語言（2020） | 人口      | 比例（%） |
| ------------------------ | --------- | --------- | ------------------------ | --------- | --------- | ------------------------ | --------- | --------- |
| 福建話                   | 1,948,900 | 34.2      | 華語                     | 3,092,679 | 46.6      | 華語                     | 4,518,023 | 59.1      |
| 華語                     | 1,445,690 | 25.4      | 福建話                   | 1,561,378 | 23.5      | 廣東話                   | 1,142,678 | 15        |
| 客家話                   | 884,320   | 15.5      | 廣東話                   | 992,716   | 14.5      | 福建話                   | 985,690   | 12.9      |
| 廣東話                   | 835,719   | 14.7      | 客家話                   | 615,780   | 9.3       | 客家話                   | 476,930   | 6.2       |
| 潮州話                   | 221,554   | 3.9       | 英語                     | 321,780   | 4.7       | 英語                     | 401,696   | 5.3       |
| 英語                     | 185,705   | 3.3       | 潮州話                   | 163,097   | 2.5       | 潮州話                   | 97,101    | 1.3       |
| 海南話                   | 68,912    | 1.2       | 福州話                   | 31,712    | 0.5       | 福州話                   | 10,725    | 0.2       |
| 福州話                   | 64,705    | 1.1       | 海南話                   | 29,156    | 0.4       | 海南話                   | 7,482     | 0.08      |
| 其他                     | 36,398    | 0.7       | 其他                     | 31,702    | 0.4       | 其他                     | 1,665     | 0.02      |

### 州属人口使用语言比例
| 州属   | 新馬華語 | 福建話 | 廣東話 | 英語  | 客家話 | 潮州話 | 海南話 | 福州話 | 亞維語 | 峇峇語 | 廣西話 | 華北方言 | 其他方言 |
| ------ | -------- | ------ | ------ | ----- | ------ | ------ | ------ | ------ | ------ | ------ | ------ | -------- | -------- |
| 柔佛   | 56.3%    | 22.9%  | 9%     | 3.6%  | 3.1%   | 2.5%   | 1.8%   | 0.8%   | -      | -      | -      | -        | -        |
| 吉打   | 49.2%    | 34.5%  | 1.2%   | 0.3%  | 1.6%   | 10.1%  | -      | -      | -      | -      | -      | -        | -        |
| 吉蘭丹 | 27.1%    | 30.9%  | 8.1%   | -     | 2.4%   | 16.3%  | 10.9%  | -      | 4.3%   | -      | -      | -        | -        |
| 馬六甲 | 43.9%    | 36%    | 13.6%  | 0.6%  | 2.5%   | 1.3%   | -      | -      | -      | 2.1%   | -      | -        | -        |
| 森美蘭 | 56.8%    | 5.6%   | 20.9%  | 0.5%  | 16.2%  | -      | -      | -      | -      | -      | -      | -        | -        |
| 彭亨   | 5.5%     | 5.7%   | 78.1%  | -     | 0.4%   | -      | -      | -      | -      | -      | 10.3%  | -        | -        |
| 霹靂   | 28.2%    | 35.6%  | 30.4%  | -     | 1.9%   | 3.3%   | -      | 0.6%   | -      | -      | -      | -        | -        |
| 玻璃市 | 41.5%    | 74.4%  | 1.3%   | 0.5%  | 0.4%   | 10.6%  | -      | -      | -      | -      | -      | -        | -        |
| 檳城   | 43.8%    | 73.1%  | 1.5%   | 0.4%  | 0.5%   | 10.7%  | -      | -      | -      | -      | -      | -        | -        |
| 沙巴   | 22.6%    | 2.8%   | 8.7%   | -     | 60.1%  | -      | -      | -      | -      | -      | -      | 5.8%     | -        |
| 雪蘭莪 | 58%      | 17.8%  | 17.8%  | 1.4%  | 4.5%   | -      | -      | -      | -      | -      | -      | -        | 0.5%     |
| 砂拉越 | 43.4%    | 7.6%   | 2.3%   | -     | 44.1%  | -      | -      | 2.6%   | -      | -      | -      | -        | -        |
| 登嘉樓 | 50.9%    | 30.5%  | 1.1%   | -     | 0.6%   | -      | 27.9%  | -      | -      | -      | -      | -        | -        |
| 吉隆坡 | 45.4%    | 7.9%   | 30.4%  | 13.8% | 2.5%   | -      | -      | -      | -      | -      | -      | -        | -        |

### 方言群人口比例
在2010年馬來西亞人口普查裡，華人的方言被分為九大類，即閩南（福建）、廣東、客家、潮州、海南、廣西、福州、興化（莆仙）、福清及“其他”小語言群。根據馬來西亞統計局2010年未出版的統計，華人人口為6,640,000。以下所採用的統計來自馬來西亞國家統計局2010年人口調查未出版的數字：
| 語言群 | 1970      | 1980      | 1990      | 2000      | 2010      | 2020      |
| ------ | --------- | --------- | --------- | --------- | --------- | --------- |
| 閩南   | 1,442,650 | 1,750,677 | 2,081,872 | 2,448,912 | 2,748,912 | 3,097,813 |
| 客家   | 548,390   | 768,931   | 999,122   | 1,349,285 | 1,505,583 | 1,806,703 |
| 廣東   | 487,905   | 590,672   | 767,665   | 1,001,313 | 1,467,025 | 1,652,607 |
| 潮州   | 293,271   | 368,712   | 405,683   | 432,156   | 467,280   | 473,815   |
| 福州   | 176,804   | 210,756   | 244,576   | 236,870   | 221,554   | 216,912   |
| 海南   | 81,902    | 133,481   | 157,189   | 139,816   | 116,709   | 92,703    |
| 廣西   | 32,604    | 44,862    | 49,631    | 45,662    | 43,258    | 37,651    |
| 华北   | 31,285    | 43,702    | 41,228    | 37,886    | 32,424    | 31,056    |

## 宗教
| 馬來西亞華人宗教    | 馬來西亞華人宗教    | 馬來西亞華人宗教 | 馬來西亞華人宗教 | 馬來西亞華人宗教 |
| ------------------- | ------------------- | ---------------- | ---------------- | ---------------- |
| 宗教                | 宗教                |                  | 百分比           | 百分比           |
| 佛教                | 佛教                |                  | 83.56%           | 83.56%           |
| 基督宗教            | 基督宗教            |                  | 11.05%           | 11.05%           |
| 道教 / 中國民間信仰 | 道教 / 中國民間信仰 |                  | 3.41%            | 3.41%            |
| 伊斯蘭教            | 伊斯蘭教            |                  | 0.66%            | 0.66%            |
| 印度教              | 印度教              |                  | 0.23%            | 0.23%            |
| 其他宗教            | 其他宗教            |                  | 0.13%            | 0.13%            |
| 無神論 / 未知       | 無神論 / 未知       |                  | 0.95%            | 0.95%            |

### 佛教、道教和中國民間信仰
根據大馬2010年的人口普查，大多數的大馬華人都歸類自己為佛教徒而且也信奉佛教，但他們也同時保留中國民間宗教與道教的傳統信仰文化。同時，本地華人也十分尊重本土傳統信仰習俗，比如祭拜拿督公。
除了信奉漢傳佛教外，部份大馬華人也信奉南傳上座部佛教與藏傳佛教。

### 基督宗教
約有11%的大馬華人信奉基督宗教（基督新教和天主教）。

### 伊斯蘭教
一些大馬華人因為婚姻關係（與馬來人或印度裔穆斯林通婚）而信奉伊斯蘭教，也有大馬華人世代為穆斯林（通常是回族後裔）。

### 印度教
華人印度教徒只佔了非常小的比例，通常在印度教廟宇祈禱，且參加印度教節慶大寶森節。

## 馬來西亞各宗教有名的寺廟

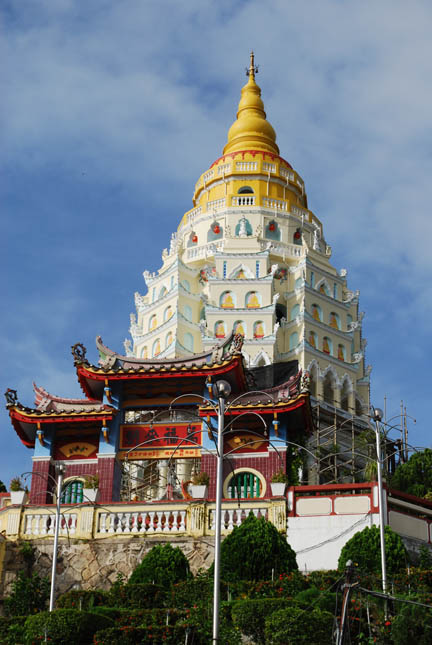
檳城極樂寺
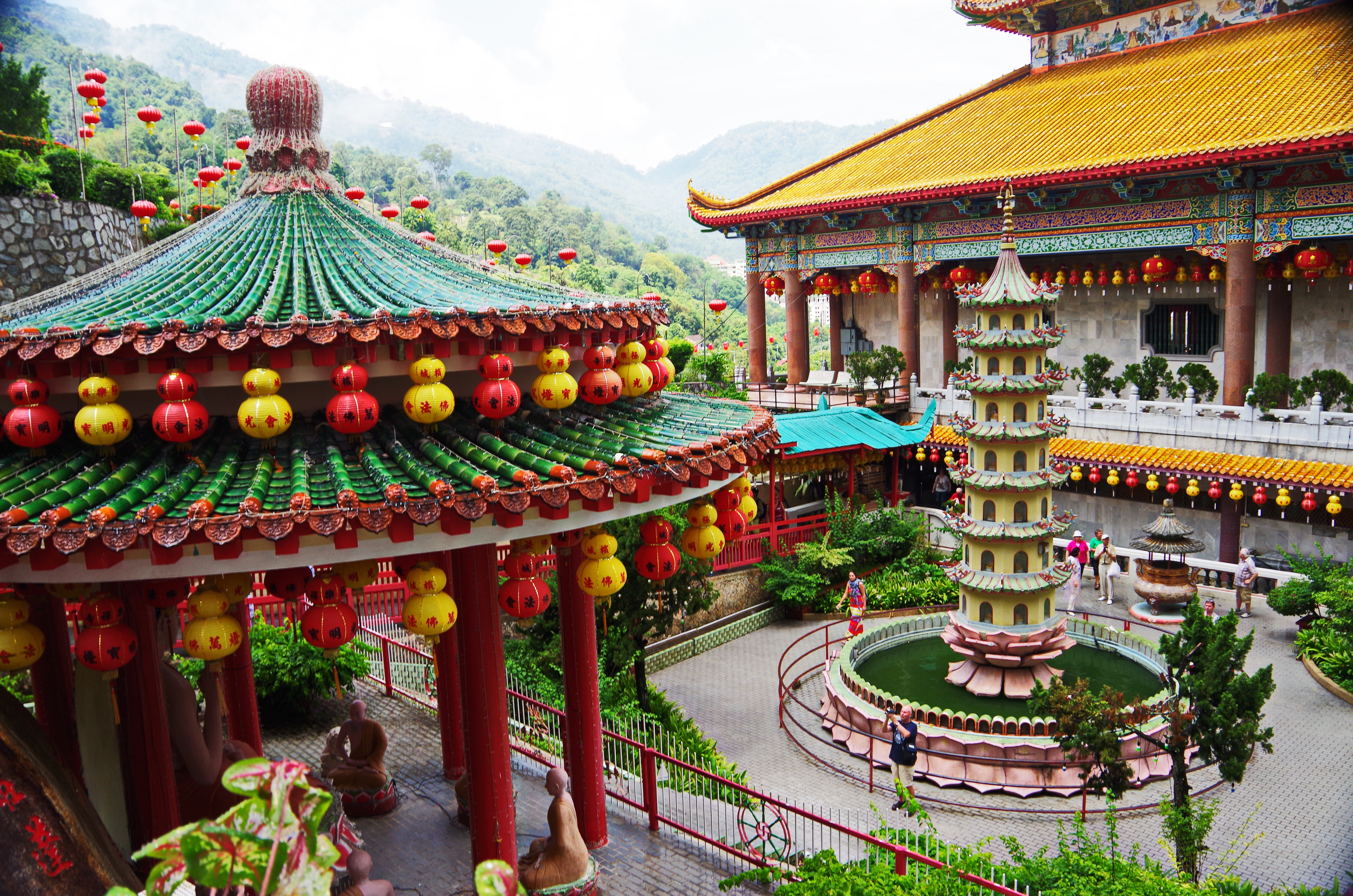
極樂寺內部
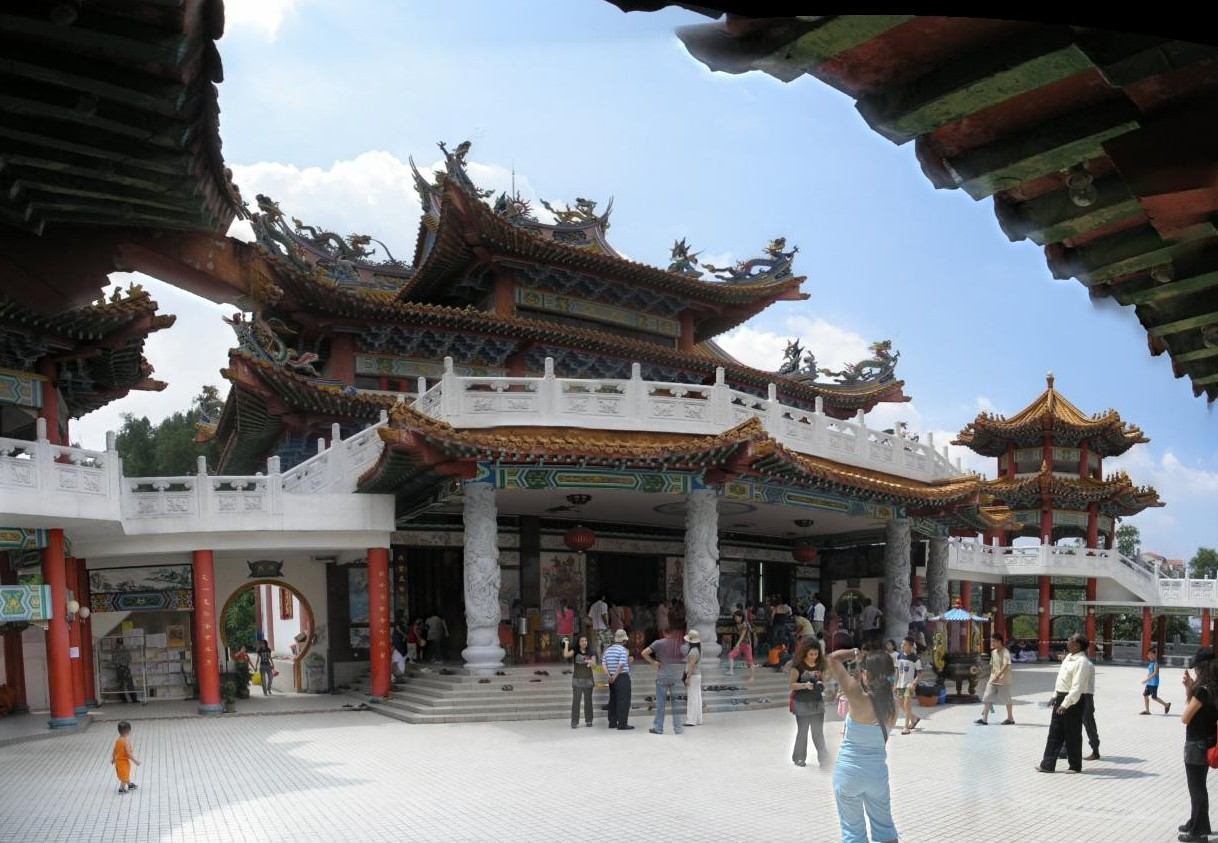
吉隆坡天后宮
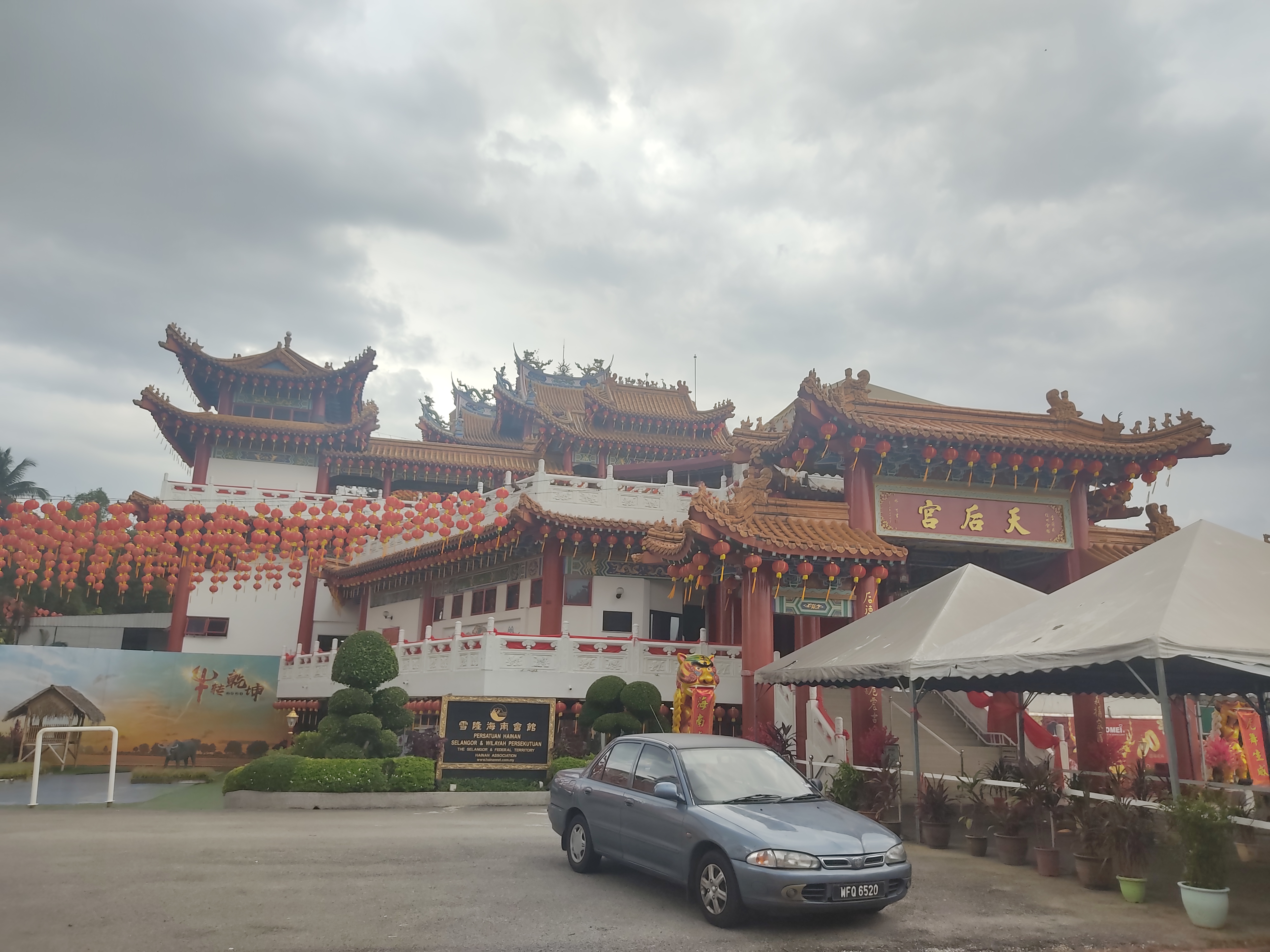
吉隆坡天后宮外觀
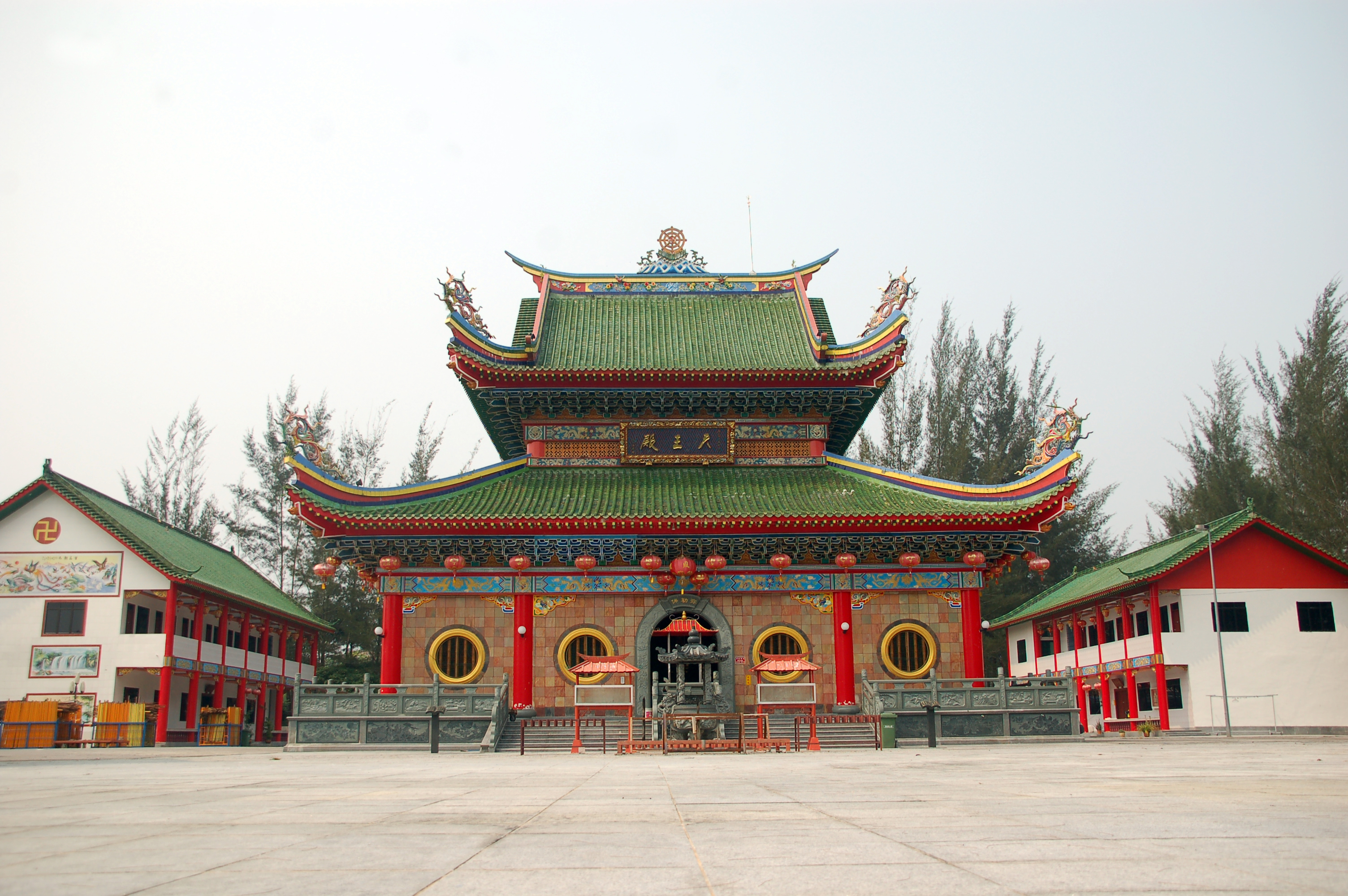
天王殿
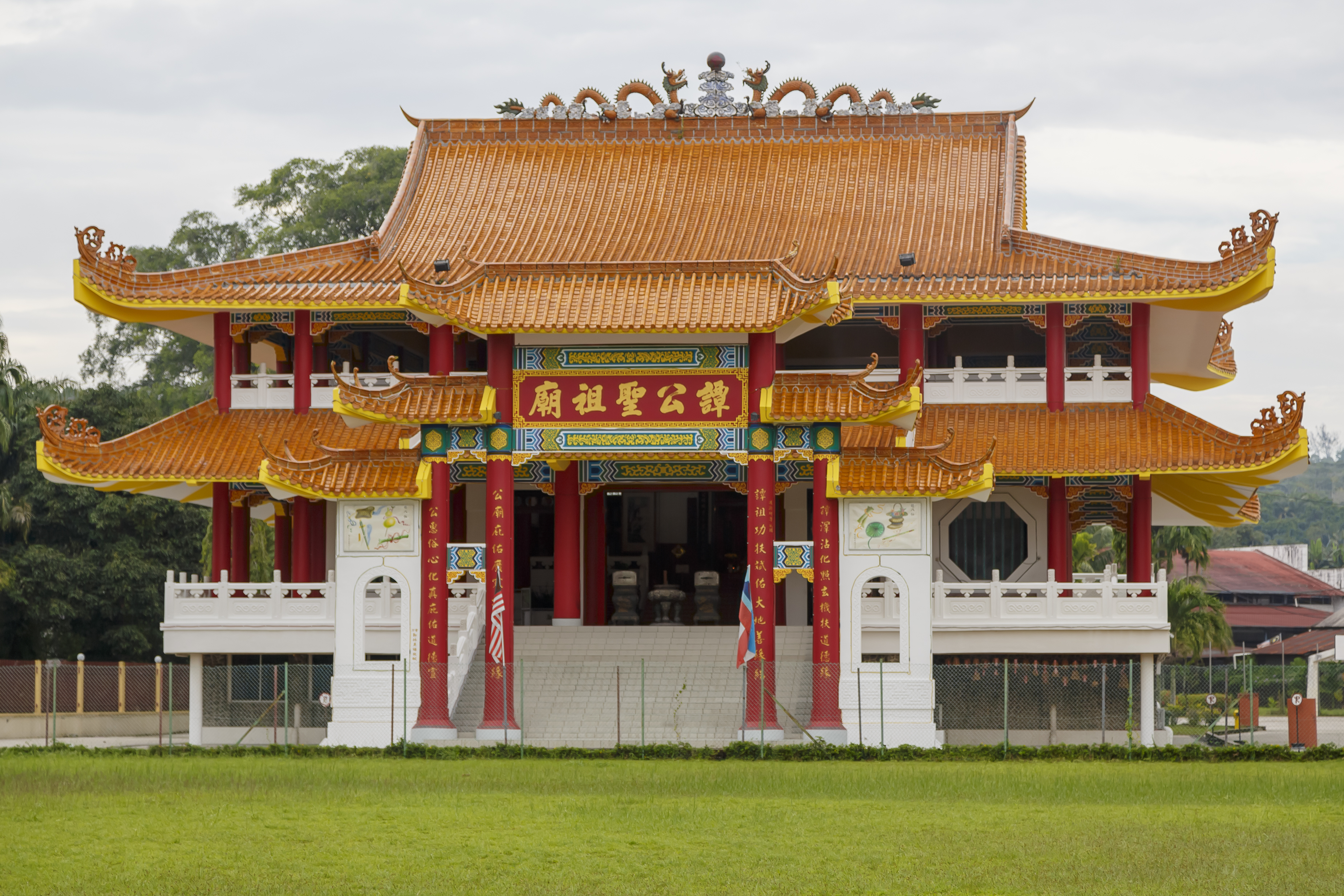
沙巴山打根谭公爷庙（英语：Tam Kung Temple, Malaysia）
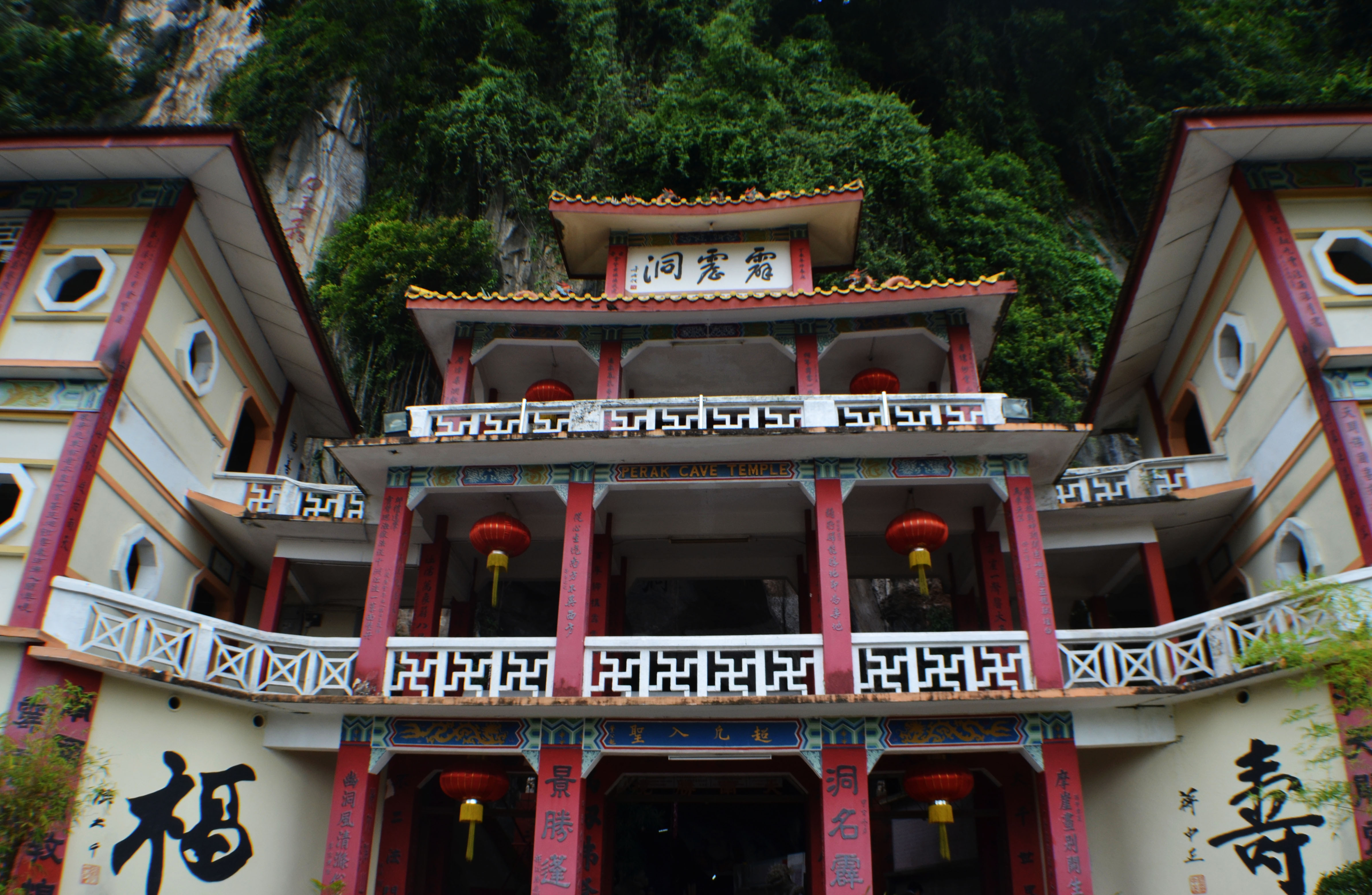
霹靂州怡保市的霹靂洞佛寺
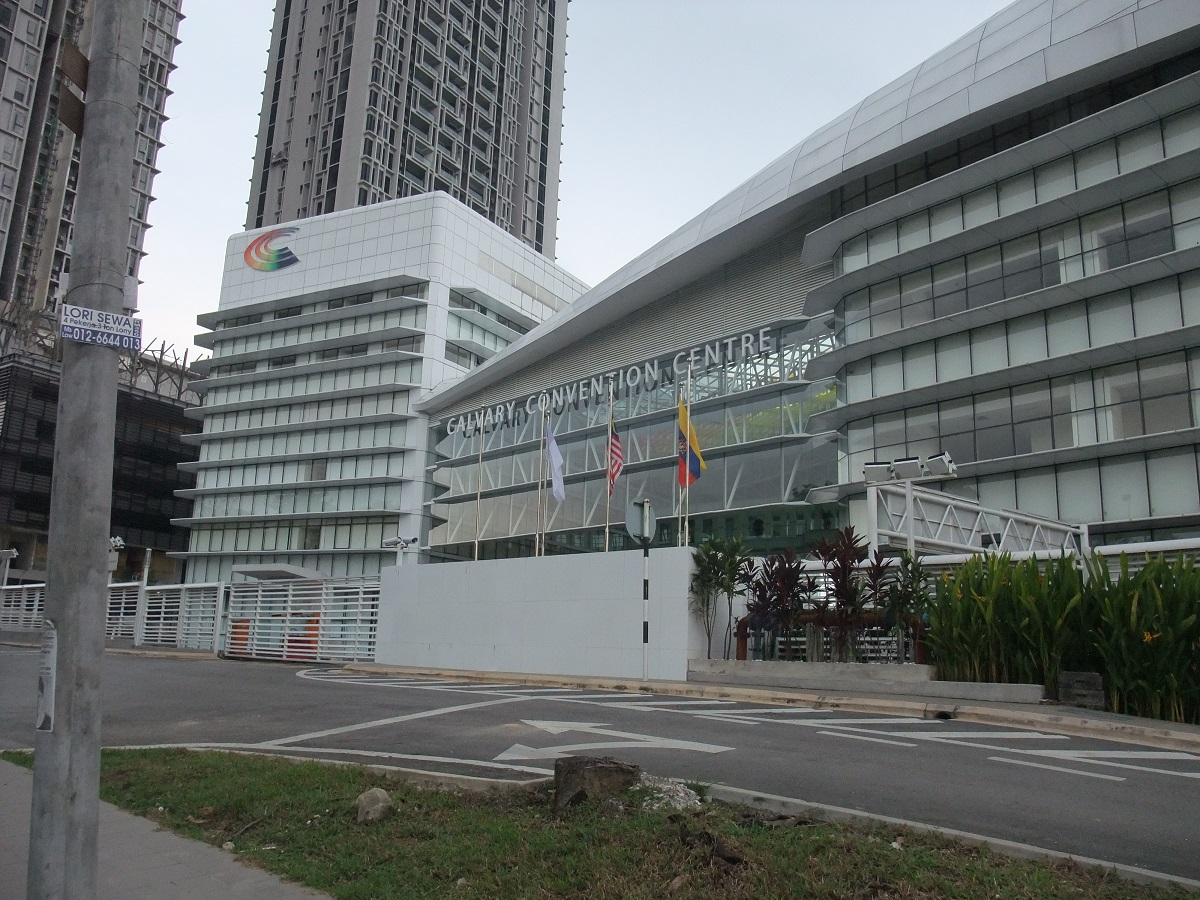
武吉加里爾的各各他基督教會，為馬來西亞最大的路德教教堂
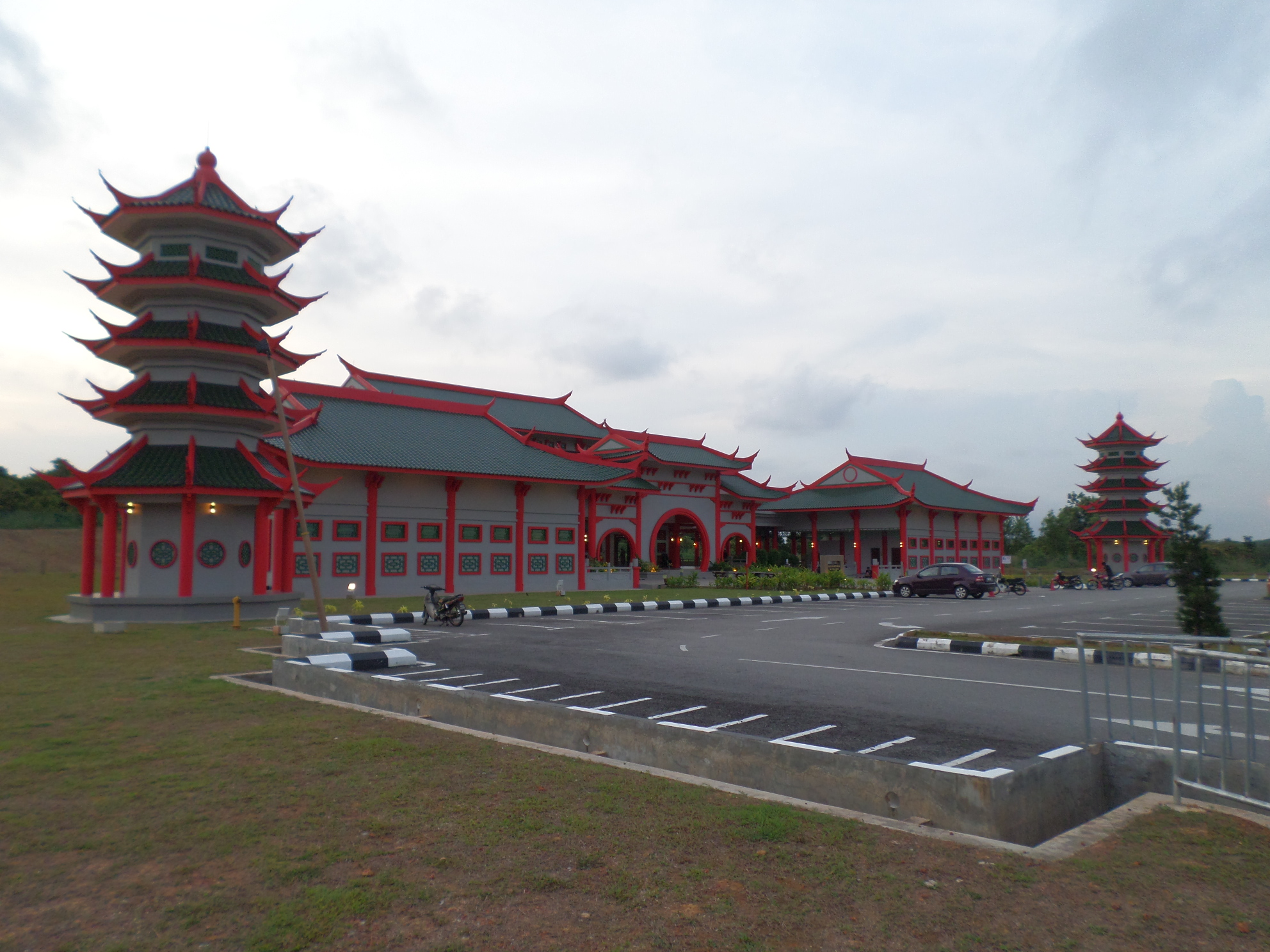
馬六甲華人清真寺，馬來西亞第三座以中式風格建成的清真寺
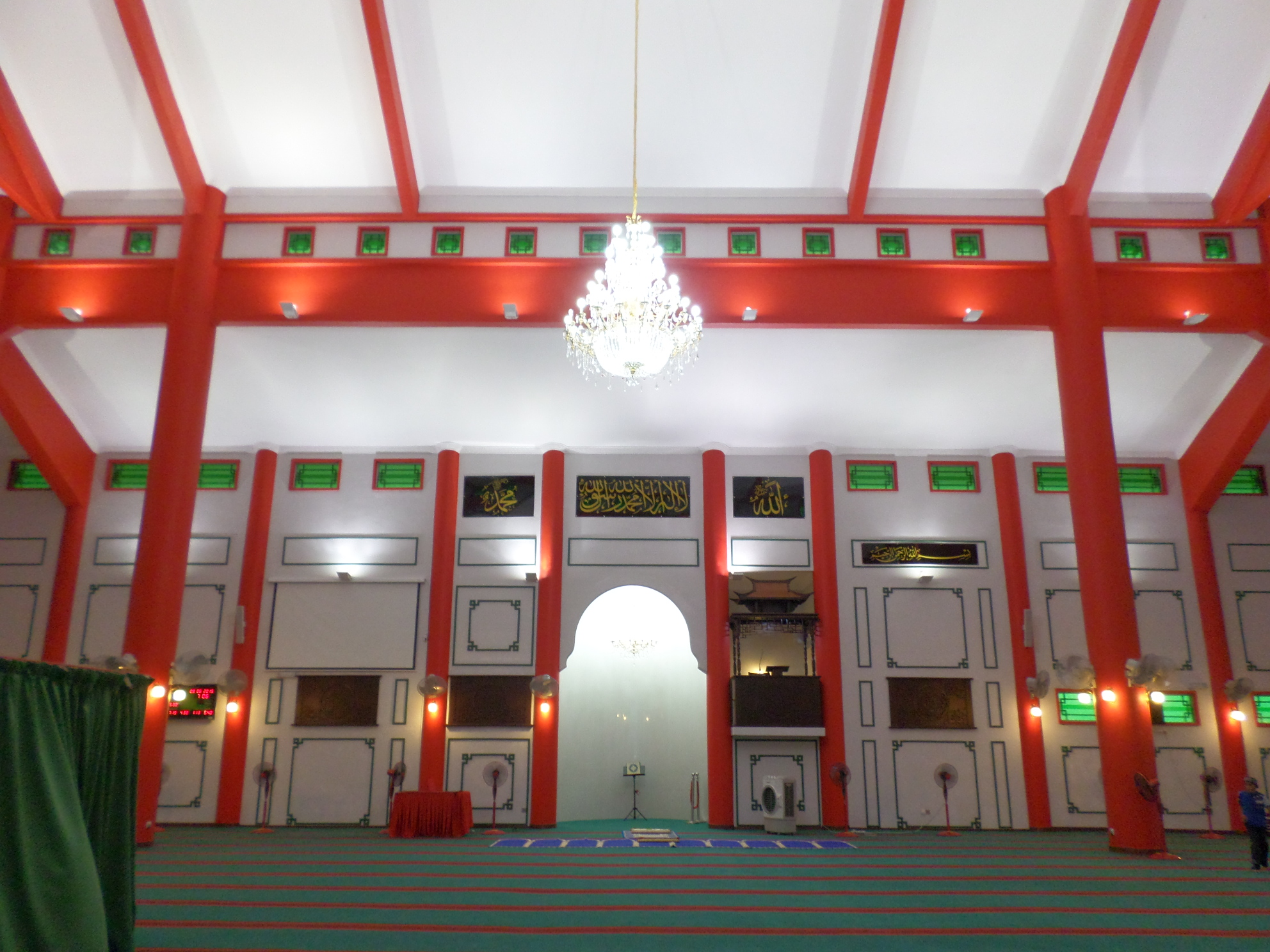
馬六甲華人清真寺的禮拜廳

## 文化

### 名字

#### 各籍貫漢語（方言）
在二十世紀前期（1920年代）標準官話（華語）在馬來西亞華人社群通用前，馬來西亞華人根據各自籍貫的漢語將名字羅馬化。例如客家漢名葉亞來，將會寫成「Yap Ah Loy」；閩南漢名林梧桐，將會寫成「Lim Goh Tong」。

#### 華語
二十世紀後半葉華語在馬來西亞華人社群興起，馬來西亞華人傾向於以各自籍貫漢語發音當作姓氏的發音，而以名字則使用華語發音。

#### 英文名
一些馬來西亞華人也採用英文名字，英文名字通常是在中文名之前寫的。例如，楊紫瓊的名字為「Michelle Yeoh Choo Kheng」。

#### 穆斯林（阿拉伯）名字
在馬來西亞娶穆斯林的非穆斯林必須轉奉為伊斯蘭教。這種改宗信徒通常採用穆斯林名字，除了原名之外還要使用穆斯林名字。這些通常是短的阿拉伯名字，例如Abdullah Tan Yew Leong。

### 料理
馬來西亞中華菜與大中華地區（中國內地、香港、澳門和臺灣）及其他海外華人的料理口味差異很大。許多馬來西亞華人料理受馬來人料理和印度菜的影響，口味往往偏辣。一些馬來西亞華人茹素，有的為宗教信仰因素，也有健康因素。

#### 傳統中華菜
馬來西亞中華菜近似於華南的菜系，主要源於閩菜、粵菜、客家菜和潮州菜。這些料理在中國南方菜系都能找到，如雲吞麵、點心、豆花和海南雞飯。

#### 本地化中华料理

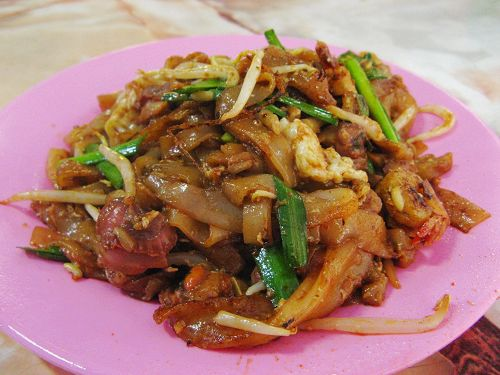
炒粿條

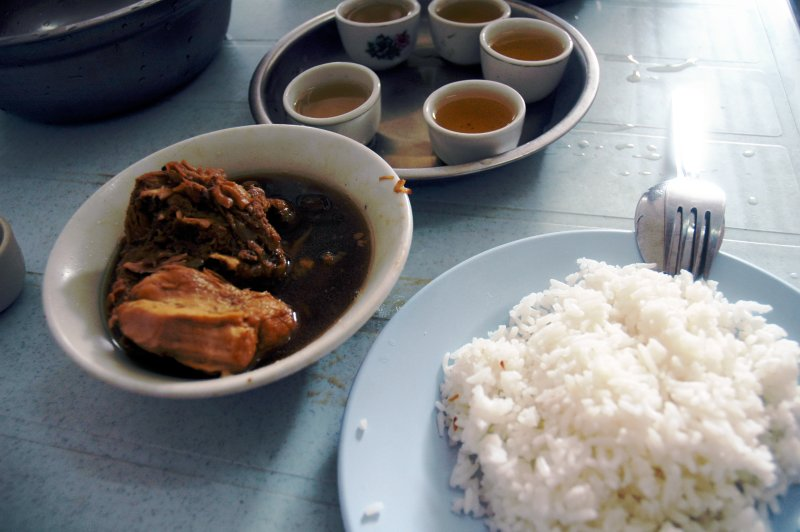
源於巴生的肉骨茶

本地化中华料理為融入當地食材的華人料理，但口味並不偏辣
- 檳城炒粿條[67]
- 檳城福建麵
- 吉隆坡福建炒
- 肉骨茶[68][69][70][71]
- 客家釀豆腐
- 七彩魚生

#### 馬來-中華菜
為與馬來菜融合的中華菜，如咖哩麵、咖哩雞和辣椒蟹。娘惹菜如叻沙和米暹，為中國料理食材混合多種香料。

### 媒體
20世纪初及以前的馬來西亞華人對祖籍國有割捨不斷的感情，渴望加強與中國的聯繫，故早期的華文報刊內容多以中國新聞為主。但在獨立後，馬來亞政府開放讓僑民入籍以及第二代馬來西亞華人的誕生，華文報刊也慢慢地轉變編輯方針，同時加強華人社群與政府及其他民族之間的訊息交流，扮演橋樑角色。值得注意的是，20世纪50年代后的馬來西亞華文報刊也依然有特刊報導中國大陆、香港和台灣的新聞。
馬來西亞最初的華文報刊是1815年至1821年之間發行的《察世俗每月統記傳》，尚存最長壽的華文報刊是1910年由孫中山在檳城創辦的《光華日報》，當地華文報刊在反殖民統治、抵禦日侵和建國獨立等歷史事件上都發揮了反映民情的功能，漸漸由僑報轉型為主流報刊。目前在西馬較具地位的報刊有《星洲日報》、《南洋商報》、《中國報》、《光華日報》和《光明日報》。

## 與中国大陆和台湾的關係

### 马来亚独立前

#### 與清朝的關係
光绪年间，八国联军攻破北京，迫使光绪帝和慈禧太后出走。经过李鸿章的谈判，清朝政府被迫签下不平等条约及承担“庚子赔款”。槟城极乐寺的开山住持妙莲法师将募化来的数万银元献给清朝承担“庚子赔款”。为此，光绪皇帝和慈禧太后分别御赐 “大雄宝殿”和“海天佛地”两幅匾额给槟城极乐寺，慈禧太后还御赐《龙藏经》。
“锡矿大王”胡子春在中国捐款建粤汉、苏浙、漳厦三条铁路，并为提倡教育而创办永定师范学堂等五所学校，他还捐八十万白银给清朝购买军舰以抵抗帝国主义侵略，因此被慈禧太后封为荣禄大夫，赏花翎顶戴。不料，朝廷却将八十万白银捐款拿去建颐和园佛香阁，这種心態造成往后甲午战争的失败和割让台湾的历史  （页面存档备份，存于）。

#### 孙中山的影响和辛亥革命
清朝末年，孙中山数次来到马来西亚的槟城、太平、怡保、吉隆坡、马六甲等地宣傳革命。马来西亚华人前赴后继支持孙中山先生领导的革命。有者倾家荡产，有的如黄花岗烈士牺牲生命，这些华人为革命做出了重大贡献  （页面存档备份，存于） 。
孙中山先生于1910年11月在马来亚的槟城开会密议广州“三·二九”起义（史称黄花岗起义）。这次起义牺牲的华人有29名来自新加坡、马来亚、越南、印尼等地  （页面存档备份，存于）。年龄最大的是52岁的越南华侨罗联，最小的则是出生在霹雳(Perak)年仅18岁的余东雄。这些烈士中有工人15名，商人3名，其余的则为学生、记者、教员和传教士。目前可考的有来自马来亚的：
1. 李炳辉，又名祖奎，别号路得士。早年旅居霹雳州，入教会所设学校学习英文，后来由该校保送马六甲某校肄业，分发新加坡英国长老会教堂从事传教。年仅20岁的他，途经香港时，即接到母亲劝他不要去冒险的信件，但他却写下绝笔诗。起义时，他随黄兴进攻两广总督衙门署，至高第街战死。
2. 李晚，祖籍广东云浮，(1874-1911)，这位吉隆坡的裁缝工人，为了参加广州起义，卖掉了自己的脚踏车作盘缠。在攻打总督衙门的战斗中扛着大旗冲锋在前，中弹而死。
3. 李雁南，祖籍广东开平，早年旅居马来亚和缅甸，战斗中受伤被捕后押上刑场。
4. 罗仲霍，广东惠阳人，(1881-1911)。名坚，字则君。1906年（光绪三十二年）毕业于槟城师范学堂。曾经协助筹办吉隆坡尊孔学堂、荷属火水山(今印尼棉兰市)中华学堂，曾经担任这两间学堂的校长及当地报馆主笔。
5. 余东雄，祖籍南海，(1894-1911）生于霹雳务边，1911年初回中国参与起义，他与罗仲霍、何克夫等攻进总督衙门，搜寻两广总督张鸣岐未获，出署时与清军相遇，激战中牺牲，年仅18岁的余东雄是最年轻的牺牲者。
6. 郭继枚，祖籍广东增城，(1892-1911），生於馬來亞霹雳州务边，生前为矿工，年仅19岁的郭继枚与余东雄是生死之交，共習武並結伴打獵。黄花岗起义失败后，务边富商余东旋負起照料郭继枚和余东雄之家属的义务，分別將他們安置在务边大街400号及404号。据悉郭氏和余氏皆未留下后代，其家属的最終下落也未明。

新加坡的晚晴园孫中山南洋紀念館的入口处佇立著4座黃花崗烈士铜像。其中两名持刀槍者即为郭继枚和余东雄供人凭弔。根据新加坡孙中山南洋纪念馆介绍，支持孙中山革命事业的著名马来西亚华人还有：
1. 吴世荣 (1875 - 1944)， 槟城第二代华侨，早年为支持孫中山革命而傾家蕩產。二戰期間，利用私人關係保護了許多抗日志士。
2. 郑螺生(1865 - 1940),，在怡保经商，店号为吉兴隆(Kiat Seng Liung)，经营由邻国运入的杂货，长在槟城、峇株巴辖、兆运及木威等地设有分店。曾参于黄花岗起义  （页面存档备份，存于）。
3. 李源水（生平不详），受英文教育，和郑螺生是少数受孙中山以临时大总统名义嘉奖的马来亚华人。
4. 陆秋杰（？-1918）雪兰莪州声名卓著的人物。陆秋杰受英文教育及归化为英籍，吉隆坡闹市一条路是以陆秋杰为名（Jalan Chow Kit），以纪念他对地方上的贡献 。
5. 陆秋泰（生平不详），陆秋杰的弟弟，也是少数受英文教育及归化英籍的孙中山支持者，他是一位成功的矿家。吉隆坡闹市原有一条秋泰路（Jalan Chow The）来纪念他，该路后来被更改成帝帝皇沙1巷（Jalan Titiwangsa 1）。
6. 陈占梅（1875-1944），同盟会吉隆坡分会主席，协助孙中山革命和北伐。七七事变后，发动马来西亚华侨捐款抗日，任南侨筹赈总会主席团常务委。马来西亚政府特别在吉隆坡拨出一条路，以陈占梅命名（Jalan Chan Chin Mooi），以纪念他对地方上的贡献 [永久]。
7. 邓泽如（1870-1934）是孙中山在马来亚最得力的助手之一，并于1912年推革命成功后，回到中国出任财政部长。森美兰瓜拉庇拉（Kuala Pilah）唯一以华人名字命名的路（邓恩路）就是纪念他的功勋。
8. 沈鸿柏（1873-1950）马来西亚华教斗士沈慕羽的父亲，同盟会领袖，国民党成立后任马六甲埠支部长 [永久]。

#### 抗日战争
抗日战争及日军占领马来亚的3年零8个月。马来亚华侨（以第一代大陆移民为主）从早期的动员、组织、赈款，到最后的投身战场都做出了一定的贡献，并引起日军占领马来亚后进行报复。
进行抗日动员与组织工作的重大日子有：
- 1937年8月  马来亚华人各界抗敌后援会成立。
- 1938双十节  南洋华侨筹赈祖国难民总会在新加坡成立。
- 1942年1月  以华人为主的马来亚人民抗日同盟和马来亚人民抗日军成立。

第二世界大战前，日本政府在马来亚登加楼州龙运（Dungun）开办的铁矿生产大量的钢铁运往日本制造军火。1937年底，为了抗议日本侵华，马来亚华人在巴株巴辖、甘马挽及加烘的日人铁矿罢工。在文德甲、芙蓉、彭牙兰等地的日人胶园，也有马来亚华人工人罢工  （页面存档备份，存于）。策划龙运铁矿华工罢工的人就是新加坡著名抗日英雄林谋盛 。
在经济上援助抗日战争，马来亚华人发动赈款支持中国抗战，捐赠方式有很多种，分别为特别捐、月捐和义卖运动。其中南洋华侨筹赈总会最有组织领导，它根据各地区人数和经济状况确定月捐数目，在新加坡召集南洋侨领开会时，认定新加坡常月捐国币40万元，马来西亚认定月捐国币130余万元。
当时国民党中央社有一评述：“各地捐款最多者为马来半岛，人数少而捐款多者为英国、菲律宾及南非三地侨胞。个人捐款最多者为胡文虎，最热心者为仰光侨胞叶秋莲女士。该女士尽将所有首饰财产变卖，以捐助政府，而自己则入寺为尼。团体最热心者为侨美致公会。该会曾以会所6处拍卖，得价全数捐政府”。
祖籍福建厦门同安的新加坡华人领袖陳嘉庚也创办《南洋商報》，大力主张国內全面抵抗，「七七」之后更是每天大篇幅报道抗战新闻，激励海外华人出钱出力支援中国抗日。從抗战爆发到星馬沦陷前的4年多时间里，「南侨总会」以义捐、认购国民政府战爭公債、向国內親友寄侨匯、捐赠藥品、募集衣物等形式，為中国籌款达54億国币之多，佔全世界华人赈款的2/3以上，当时4万5千国币就可购军机一架，这些巨款填補了国內近半数的战爭開支。
在人力上援助上，新加坡华人领袖陈嘉庚的号召下，马来亚华人机工前往滇缅公路，抢运抗战物资，在三年多的时间里运输45万多吨物资往抗战后方。在这条公路，估计有1000多名马来亚和新加坡华人机工在滇缅公路牺牲生命。 （页面存档备份，存于）
马来亚沦陷后，中国和英国政府组织136部队，许多新加坡和马来亚华人也投身太平洋战争。136部队负责联络敌后抗日武装力量及增强马来亚人民抗日军的军火物资供应。领导136部队的是新加坡著名抗日英雄林谋盛 。
1942年日军占领马来亚后，2月16日，日军进入新加坡市区，随即开始以屠杀华人抗日分子为主要目的的“大检证”行动，命令成年男性华人“听候良民登记”。在“验证”中，几乎每一个华人都受到了日寇的严厉审问，各界华人成功人士更是日军迫害的重点对象。凡是被日军“认定”的抗日华人，尤其是祖籍非闽粤地区者，体格较为高大健壮者，以及身上带有纹身者，或被捆绑后推入海中淹死，或被活埋，或被毒死，或被集中枪杀。许多华人甚至仅仅因为接受审问时有点紧张就被当作抗日分子杀死。后来，日军几乎每攻占一个地方，都要进行类似的“检证”，致使槟城、怡保、吉隆坡、马六甲等大中城市中成千上万的华人男性蒙难。在日军占领马来亚3年零8个月的日子里，共有30多万马来亚华人遇难。此外，日军在占领期间发起了强迫马来亚华人捐款的“奉纳金”运动，要求马来亚华人款5000万元（英国当时发行的马来亚货币单位）。
马来西亚目前拥有无数散落在各地的抗日纪念碑，最著名的是建于一九四八年的马六甲三保山（Bukit Cina）“马六甲华人抗日殉难义士纪念碑“。这是无数纪念3年零8个月的日子里被日军残杀的华人的纪念碑之一。碑柱上刻着由蒋中正所题的“忠贞足式”四个大字。槟城州亚依淡（Ayeh Itam）附近也有一座马来亚华人机工纪念碑。

### 马来亚独立后

#### 华人与现代中国
在1957年马来亚独立后，政治上马来亚华人已经和中国划定界限。由于政治上的对抗，马来亚政府限制华人访華和探亲。这虽然造成一种障碍，却不影响有限制的贸易和经济来往。马来亚华人访華的限制延续到1989年马来西亚政府和平解决马来亚共产党叛变问题后才取消。除了政治问题之外，1969年的五一三事件后，为了避免其他种族的猜疑，马来西亚华人对涉華课题上都保持沉默。
虽然英国早在1950年元旦已和中华人民共和国建立代辦級外交關係，马来亚在1957年独立后却因为马来亚共产党叛变问题而与中华民国建交。这段外交关系一直维持到1974年马来西亚与中华人民共和国建交为止。
长久以来，马来西亚华人团体和华人政党都不公開宣扬任何与中国的关系。许多邀请中華民國駐馬來西亞使節或中華人民共和國駐馬來西亞使節出席的华人团体活动都保持低调，华人报章也不宣扬。但随着中国在国际上以崛起和向外扩散其影响力的因素，一些华人团体与政治人物已公然在相关议题上为中国发声，引起马来西亚政府的关注与警戒。
1988年12月11日，时任马华公会总会长兼交通部长林良实在古晋民事中心为世界林氏第二届恳请大会主持揭幕礼致词时说，时至今日，全体马来西亚华人已把马来西亚视为自己的祖国，早已不再心向中华民国或中华人民共和国：“我们在这个国家扎了根，生于此，长于此，也将死于此，我们已经融入马来西亚人民的主流中。”但即便如此，长期以来中国大陆和台湾仍是马来西亚华人最热衷的留学目的地之一。

### 历史遗留问题
根据2008年的数据，马来西亚目前仍然有将近2万持红色身份证的华人  （页面存档备份，存于）。这些人中，大部分法律上是无国籍者，因为一部分人仍然是持着已不被承认的中华民国护照。这种现象是一个长久已被马来西亚华人遗忘的历史。马来西亚独立前，华人目睹时代变化，在孫中山的影响下积极参加中国的革命活动。满清被推翻后，在英国人的允許下，孫中山领导的中国国民党于1912年在新加坡和马来亚建立支部 。1925年孫中山逝世，同年英国殖民政府禁止中国国民党的活动。1930年，中国国民政府通过外交途徑表明中国国民党並非马來亞的非法团体，同时不反对华侨入党，只要他们的活动沒有危害当地政府的利益。中国国民党马来亚支部在抗日时代就发挥作用，积极开展华侨在财务上支持中国抗战，华侨机工也前赴后继在滇缅公路上维护车辆及输送援华物资 。1949年9月11日中国国民党关闭马來亞的支部。加上英国于1950年1月承认中华人民共和国及封闭中国国民党组织，其党产和活动转向俱乐部形式散布在马来西亚民间 。认同中国国民党的人士继续坚持中华民国护照及俱乐部活动，造成他们的后代只能以永久居民的身份持有马来西亚红色身份证。这些因历史所遗留的问题也因为中华民国在台湾本土化、马来西亚华人主流社会忽略及政治上的排斥，渐渐被人遗忘。华教斗士拿督沈慕羽局绅  （页面存档备份，存于） 是目前马来西亚华人罕见的国民党人士，他于1988年7月及1993年8月分别被聘为国民党第十三及十四届中评委 。2002年，马六甲华团庆贺拿督沈慕羽局绅90岁寿宴，马英九及连战也特别托人送礼。而在霹雳州的太平，在马来亚独立50年后，仍然有华人在铭旌与墓碑上采用民国  （页面存档备份，存于）。

## 馬來西亞的華人節慶
馬來西亞的中國節日從為華人移民先祖流傳下來，並融合了在地文化。華人節慶可以大致分為傳統和宗教部分。傳統節日包括農曆新年、清明節、端午節和中秋節；宗教節日包括中元節、九皇爺誕、衛塞節和聖誕節。
- 農曆新年：農曆新年的習俗與大中華地區大同小異，包括
  - 團圓飯：團圓飯於除夕當天舉行，各個籍貫的華人年菜不盡相同，親戚互相賀年發紅包。
  - 撈魚生：華人在農曆新年期間享用賀年食品七彩魚生添好運。
  - 天公生：閩南裔華人在農曆正月初九祭拜玉皇大帝，為天公祝壽。
  - 元宵節：新馬一帶元宵節被稱為「中國情人節」，慶祝方式也有所不同：未婚女性會結伴到河邊拋柑祈求姻緣（男性則撈柑）。

- 清明節：清明是馬來西亞華人最為關注的節慶之一，僅次於農曆新年，很多在外打工的遊子都會回鄉按照傳統上山掃墓。當地華人通常會出動全家人，兩三輛車載著祭品到義山、公冢或靈骨塔去。信奉基督宗教的華人會清理打掃祖墳，並放上鮮花唸聖經祈禱追思。[75]信奉佛教、道教和中國民間信仰的華人會先祭拜大伯公（或稱后土，福德正神）。之後把墳墓上的雜草除去、打掃乾淨，再為褪色的墓碑文字補上漆，然後奉上三牲，水果、糕點和茶酒，燒香點蠟燭，再依照輩分依序上香跪拜，並在墓碑上壓上墓紙[76]，最後焚燒紙錢和紙紮祭品。[77]

- 衛塞節：衛塞節日期為農曆四月十五日，為新馬佛教徒紀念佛陀誕生、成道、涅槃的日子，紀念方式包括佈施僧侶、浴佛、茹素和至佛寺供養鮮花香火。

- 端午節：在馬來西亞，當地華人仍然按照傳統慶祝端午節，除了其他地區華人常見的習俗如賽龍舟、吃粽子外，有些地方還有「洗龍船」的習俗，即讓孩子在端午節到河邊簡單洗浴，據說能保孩子平安長大。[78]而自1956年來，檳城每年都會舉辦年度國際龍舟比賽。[79]

- 中元節：在馬來西亞的華人地區中，中元節除了祭祖普渡等傳統習俗之外，還有一項特別的表演活動以娛樂鬼魂，當地福建人（閩南人）稱之為「七月歌臺」或簡稱「歌臺」。這些歌臺一般上是在空地上搭建臨時舞臺，加上音響設備以及燈光等裝飾，並在臺下觀眾席擺放一排排的椅子，而第一排的椅子通常是空置預留給「好兄弟」（鬼魂）的。歌臺表演通常安排於夜晚時分，臺上表演包括詼諧短劇、魔術、勁歌熱舞等，而且整個農曆七月都有表演；也會聘請傳統大戲（歌仔戲、潮州戲）及木偶戲戲班來演戲[80]。

- 中秋節
- 九皇爺誕：九皇爺誕為道教節日，信徒會以茹素遊行來慶祝。
- 冬至

## 教育

### 國家教育政策
國家在教育方面多年來進行了幾次決定性的政策和原則。1949年成立中央顧問教育委員會，接著1951年的巴恩報告書產生了（Barnes Report），接著又有華人提出的芬吳報告書（Fenn-Wu Report），這一切導致了1952年教育條例（Education Ordinance in 1952）。1956年拉薩報告書（Razak Report）推出了以馬來語作為國語和作為在小學除英語外的必修課，以及使用一個全國的共同性教學大綱，拉薩報告書被制定和1957年教育條例（Education Ordinance in 1957），而拉薩報告書也進一步綜合了殖民地教育體系。
1960年，國家成立委員會以審查落實教育政策。達立報告書（Rahman Talib Report）提出了若干建議被隨後納入1961年教育法。這些措施包括取消小學學費，使用馬來語作為馬來西亞主要教學語言，並自動晉陞格3年級，提高基礎教育至9年。該報告還強調了學校課程的3M，也即是（讀，寫，算）在初級的水平。在2003年，國家通過1996年教育法令成立了強制性小學教育。 

### 華文教育
華人初到馬來西亞時多開設私塾以教育下一代，當時的私塾多半以《三字經》、《千字文》或《四書五經》等做為教材。那時候教書都是使用母語（閩南泉漳話、客家話、粵語、潮州話、福州話等等）。1900年代，受清末新政影響，開始提倡新式教育，本地的方言私塾於是開始被現代化的華文學校所取代。直到中國1919年「白話文運動」思潮以後，原本的文言文教學也紛紛給以白話文為主的教學語言所取代。
在南洋，辦學初期英殖民政府多半對其採取放任態度；然而到了1920年，由於中國政治思潮影响著新式華校，比如反日運動，與英政府的外交政策抵触。于是，殖民地政府決定對當地學校進行本地化管理，逐頒佈《1920年學校註冊法令》，對其教材進行排檢，排除來自中國的政治影響。
二戰時期，日本侵佔馬來亞半島迫使民間教育陷入停頓的狀態，直至戰後方見復甦。在這期間，殖民地政府先後頒佈《1952年教育法令》、《1956年教育（修正）法令》、《1957年教育法令》和為數眾多的報告書。
獨立以後，聯邦政府採納1955年的《拉薩報告書》和1961年的《達立報告書》頒佈了《1961年教育法令》，大大地削弱了華語教育的發展，引起民間的極大反彈；為了維護華人接受華語教育的權利，董總和教總在1977年開始推動獨中復興運動。不过，该运动早期因强制禁止在校园内讲方言而推行体罚的行为存有争议，而因为观点立场和文化问题，华人普遍接受多种言语的交流，因此该运动沒有在社会带来多大的实质影响。目前在馬來西亞有1304所国民型华文小学（簡稱“華小”）、81所国民型华文中学、64所獨立中學和3所私立多元媒介大專院校。

### 基礎教育
雖然華文小學已於1957年成為馬來西亞國家教育體制的一環，但是由於馬來西亞政府各項政策和行政偏差，長期以來，華文小學面對著增建重重困難，例如: 撥款、師資、設備等等重大難題。
隨著時代變動，馬來西亞華人人口普遍增長，特別在人口密集的城市地區，華裔家長會面對華文小學額不足的困境，這導致許多華裔新生小小年纪就被迫到遠離住家的普語小學上課。馬來西亞教育部官員對華人社在要求增建華小的課題上百般阻擾，以種種理由拒絕。政府的學校保留地往往只能用來興建馬來文小学（国小），華人社會必需自己尋找校地並獲得政府批准方能建立華文小學，這影響了華文小學的發展。許多針對華小的國家政策（例如：第九大馬計劃）及政黨競選的承諾也往往隨著時間而沒有實現。
馬來西亞第5任首相阿都拉·巴达威认为，他不贊成增加華文小學，因為他認為這可能導致國家家出現兩種教育制度。马来西亚第4任与第7任首相马哈迪·莫哈末也持相同观点，他认为华人的「多源流教育」会阻碍民族团结，并会形成社会分裂，因此他提出宏愿学校的建议，让各源流学校能联合共同活动，但不被华裔社会普遍接受。
馬來西亞教育局官员长期沒有根据需求培训足够的华小和中学华文科老师，造成师资短缺问题日益严峻。2024年，华文小学约有1350个教师空缺，而中学尚欠缺175名华文科老师。

### 高等教育
馬來西亞政府以新經濟政策為由，在教育方面的行政和政策都以馬來人利益為主進行所謂「固打制」（即种族配额制）。除了設立只收取馬來學生而已的瑪拉工藝大學和學院（Mara）之外，馬來西亞政府的大部分海外升學獎學金也是頒發給馬來人。在2008年之前，雖然只占人口的百分之54，馬來人與非馬來人獎學金的比例卻是90對10。在公立大學招生方面，馬來西亞當局也以種族政策和固打制為由，將專業領域如醫科、工程系、法律、藥劑系及生物科技等等分配給馬來人，華裔優秀生縱然成績顯著，也不一定能順利進入理想的大學課程。例如，出生於馬來西亞的新加坡國會議員李美花，以優秀的成績的確考進了馬來西亞最有名的馬來亞大學，但當局分配的卻不是她選擇的工程系，最後她獲得了新加坡南洋理工大學工程系的錄取而離開了馬來西亞。
此外，2008年7月，2007度全國最佳成績的優秀學生江韻兒因未獲選進入馬來亞大學醫學系，結果決定前往新加坡國立大學醫學系就讀。2002年5月，為了平息非馬來人的不滿，公立大學錄取新生首次採用以成績為標準（績效制，Merit）而不是按種族配額為標準（固打制/配額制）的辦法。然而，大多馬來族理科生可選擇報讀難度較低的大學預科班（Matriculation），而大多數非馬來人卻無法被大學預科班錄取，而需報考與英國A-Level相同水準的馬來西亞高等教育文憑。
2008年8月10日，根據報導，馬來西亞雪蘭莪州務大臣卡立建議開放瑪拉工藝大學給其他族群以營造健康的競爭。他認為該大學在未來也應開放百分之十的學額讓非土著和外國學生升學。基於瑪拉工藝大學是一間只招收土著學生的學府，卡立的建議不旦遭到馬來政治領袖的譴責，而且還引發400名瑪拉工藝大學的馬來學生舉行集會和遊行至莎亞南的雪州政府大廈示威。根據報導，參與示威的學生呈交一份反對開放的備忘錄，並要求州務大臣卡立收回言論和公開道歉。
由於學位分配不公，每年都有數以萬計的馬來西亞學生到海外升學，他們首選為台湾，其次為澳大利亚，新加坡、俄羅斯、中国大陆等也在考慮之列。

### 人才流失
馬來西亞政府實行對華人不平等的教育政策是華人人才流失的原因之一，其次是為了賺取更高的薪酬。離馬來西亞一水之隔的新加坡則是得益者，其他移民國家或地区包括美國、澳大利亚，紐西蘭，中国大陆、等等。新加坡許多優秀的國會議員、政府官員和部長都是馬來西亞移民。例如新加坡現任發展部部長許文遠，是檳城鐘靈中學的畢業生，憑新加坡政府頒發的哥倫坡計劃獎學金到澳洲深造，畢業後留在新加坡。除了以上談到的李美花和許文遠外，新加坡前國會議員伍碧虹也是馬來西亞移民。
2004年，這個問題引起了當時馬來西亞青年及體育部華人副部長翁詩傑的注意。他認為，馬來西亞國內的獎貸學金不足，造成華人人才流失。因此，翁詩傑建議馬來西亞華團組織設立獎貸學金以供華人學生申請，協助馬來西亞留住华人人才。

## 社團
華人初到僑居地時，由於對地緣和血緣的凝聚力和認同感，自發性的組織同鄉會館和宗親會館以便彼此之間互相照應。經過時代的演變，華人在經濟和教育上都有了顯著的成長，逐衍生出了工商會、校友會、公益組織和宗教團體等不同類型的組織。
早期的社團多半為秘密結社組織而成，這些社團代入寺廟和義山的管理形式為社員舉辦祭祀活動，同時藉著「國有國法，家有家規」的觀念，在不驚動政府的情況下執行制裁和調解糾紛的工作。社團中的領導人物通過複雜的關係網絡支配社員，社員必須通過領導人物接觸外部訊息，也間接切斷社員的自主能力，但隨著時代的進步，社團開始尋求法律的途徑註冊成立合法的組織，早期的秘密結社則受到司法機構的掃蕩轉移到地下活動。
馬來西亞較具規模的華人社團有：華總、總商會和董教總等，這些團體在當地華人的經濟、文化和教育上都扮演著重要的角色，在政治上更是重要的施壓集團。

## 政治參與
馬來西亞華人公會是馬來西亞歷史悠久且規模最大的華人政黨，亦是政黨聯盟國民陣線的主要成員黨之一，該黨成員皆是馬來西亞華裔公民。馬華公會於馬來亞聯合邦独立之前就与巫统及国大党合作组成联盟，為國陣之前身。2008年馬來西亞大選以後，马华公会不斷流失華裔選票，而華社傾向投選多元族群政黨如民主行動黨及人民公正黨。

## 社會地位
依據《馬來西亞憲法》第153條：馬來西亞華人是屬於“非土著”（Non-Bumiputra）的身份，而馬來族及沙巴、砂拉越的原住民族則屬於「土著」（Bumiputra）。1957年马来西亚联邦宪法与1963年马来西亚协定下已经保障全体国民的权益，华人可以拥有学习母语的权利、12年的免费教育、医疗福利、选民投票和参选为国家议员的权利。
此外，馬來西亞新經濟政策（NEP），不利於馬來西亞的華人和其他非馬來人，使他們的身份形同“第二等公民”。

### 公民權
早年華人領袖陳禎祿在1947年出版《Malayan Problems》 一書中反對《馬來亞聯邦憲法報告書》中歧視性的條款。在當年緊急狀態期間，英國殖民地政府以同情和支持馬共為由，擬驅逐數以萬計的華人出境。陳禎祿為此而親身向英國欽差大臣葛尼（Gurney）交涉，反對英國殖民地政府這種殘忍手段。最終英國殖民地政府撤銷了遣送華人返回中國的计划。

### 社會契約論
某些巫統的政治人物經常使用“社會契約論”以捍衛“馬來人至上”的原則。一般有關於「社會契約論」的說法是提及有關給予非馬來人公民身份，和《馬來西亞憲法》第153條中賦予馬來人特殊權利和特權。

### 種族歧視問題
2008年檳城威省峇東埔舉行國會补選，當時的巫統升旗山區部主席阿末依斯邁爾在選戰中批評「華人只是寄居，即使得權也不會平均分配財富給各族」。阿末依斯邁爾的種族言論引起了華人的不滿，在壓力下副首相納吉代表執政黨巫統向馬來西亞華人道歉。然而，阿末依斯邁爾卻堅持自己的立場並於2008年9月8日召開記者會強烈警告馬來西亞華人「切莫嘗試像『美國猶太人』一樣，在掌控經濟之餘，得寸進尺要掌控政治」。随后，巫统最高理事会宣布将阿末依斯邁爾冻结党籍三年，以示惩罚。

## 通婚和移民

### 通婚

#### 和馬來人通婚
馬來西亞華人一般來説會維持一個較爲獨特的群體認同，由於宗教和文化差異，華人極少跟馬來人通婚。依據穆斯林法律，若華人與馬來人穆斯林聯姻必須改宗為穆斯林。
華人和馬來人混血後裔在現代被認定是馬來人，而非認定為峇峇娘惹或華人。一些峇峇娘惹保有純粹的華人血統，而其他一些人與馬來人婦女聯姻。

#### 和印度裔通婚
少數馬來西亞華人與馬來西亞印度人通婚，華印聯姻生下的後代為華印混血兒。 部分華印混血兒接受華文教育，能流利使用華語以及其他華族語言如泉漳福建話、潮州話。而父親為華人、母親為印度裔的華印混血兒則有中文名字。
一些馬來西亞華人家庭也领养馬來西亞印度人。比如身為馬來西亞印度裔的陈美娇自我认同為华人，她说：“I know my skin is darker than most and I might look different, but I see myself as Chinese（縱使我皮膚比你們黑一些，樣貌不一樣，我仍認爲我是華人）”。

### 移民
從馬來西亞移民往海外移民的各種族中，華裔為人數最多的種族。自1957年以來，已有二百萬以上的馬來西亞移民。
 2006年至2016年4月期間，約49,900名馬來西亞華人放棄其公民身份（包括取得中華人民共和國護照以及英國海外公民護照的人士）。根據世界銀行報告指出，2010年馬來西亞海外僑民的數量估計約為一百萬，但實際數字可能還要高更多，其中大部分是馬來西亞華人。馬來西亞僑民中有57%移居鄰國新加坡，其中近90%為華人。這些移民因經濟和教育等問題移居新加坡。

#### 新加坡
由於新馬兩國華裔族群語言和文化之間的相似，距離相近而且新加坡華人眾多，不少馬來西亞華人移居新加坡，成為新加坡華人，這個比例達到57%。根據2010年新加坡人口普查，新加坡華人中，出生於馬來西亞的華人為338,501人。在2015年，移居新加坡的馬來西亞華人最高比例為47.2％。

#### 澳大利亞
澳大利亞為繼新加坡後第二個馬來西亞華人移居地。澳大利亞華人中，來自馬來西亞的華人占了10%，在2001年人口普查中，大馬華人為澳大利亞所有馬來西亞僑民中最大的種族群體，其中72%的馬來西亞僑民聲稱擁有華人血統，而有馬來人血統的只有11%。自1987年後，馬來西亞華人以依親、商業及技術移民至澳大利亞。在聖誕島的華人中，來自馬來西亞佔了65%。

#### 其他西方英語系國家
其他移居的西方國家包括英國、美國、加拿大和新西蘭。知名人士如周國棟（英語：Danny Choo）、周仰傑（英語：Jimmy Choo）。

## 對國家的貢獻
馬來西亞華人歷來都為马来西亚做出偉大貢獻，更為其爭光。在各方面都有傑出人才也達到了相當理想的成績，而且人數也不少。由於馬來西亞是一個君主立憲制的國家體制，為國家做出貢獻者都有機會榮獲馬來西亞國家勳銜，而華人也有不少人才榮獲马来西亚國家最高榮譽。
著名榮獲國家最高榮譽的華裔馬來西亞人有：
- 敦拿督斯里陈祯禄爵士：马来亚华人公会的创始人及第一任总会长、成功的商人及政治家并积极参与马来亚自治及独立运动。
- 敦林良实醫生：前交通部長兼前馬華總會長，曾担任马来西亚过渡首相。
- 敦林敬益医生：第三任民政党全国主席、前原产业部长。

“敦”（馬來文：Tun）是馬來西亞的最高榮譽，全國只可以有25人擁有此名銜。另外還有其他國家高榮譽封銜，例如：
- “丹斯里”（馬來文：Tan Sri）：是繼敦之後第二高的榮譽，全國只可以有75人擁有此名銜。
- “拿督斯里”（馬來文：Dato' Seri）：是馬來西亞的州封銜中的最高封銜。
- “拿督”（馬來文：Datuk）：馬來西亞的一種封銜。

## 政府评价
2018年11月9日，马来西亚首相马哈迪·莫哈末为世界华人经济论坛（WCEF）主持开幕时肯定华裔先贤对马来西亚发展所做出的贡献，并直言若非华人，马来西亚的发展就会落后许多。他表示，华人几乎遍布全世界，并相信无论华人到哪个国家落地生根，都会为该国的发展带来巨大贡献。

### 引用
1. 1 2 3 4 5 6 7 8  Department of Statistics Malaysia.  (PDF). 2022  [17 Febuary 20202]. （原始内容存档 (PDF)于2022-02-17）.  （页面存档备份，存于）
2. 1 2   (PDF). Singapore Department of Statistics.   [2016-05-20]. （原始内容 (PDF)存档于2016-10-16）. （页面存档备份，存于）
3. 1 2  張從興：《誰是華人？華人是誰？》 （页面存档备份，存于）[D]：華語桥網站 （页面存档备份，存于），2007年4月20日更新
4. ↑   (PDF).   [2011-10-04]. （原始内容 (PDF)存档于2013-11-13）. （页面存档备份，存于）
5. ↑  許雲樵 《南洋史》上卷 第二篇 古代史 96
6. ↑  許雲樵《南洋史》165頁
7. ↑  朱傑勤著 《東南亞華僑史》 第四節  《元明時代中國人在東南亞各國的活動》 中華書局 15頁
8. ↑  . 马来西亚东方日报 Oriental Daily News. 2017-04-21  [2017-11-03]. （原始内容存档于2019-01-08）. （页面存档备份，存于）
9. ↑  人民網 （页面存档备份，存于）：《馬來西亞華人多生孩子有獎》（作者/《人民日報》駐馬來西亞特約記者：孟青）
10. ↑  Department of Statistics, Malaysia.  (PDF). Department of Statistics, Malaysia: 11, 62–81. 2010  [2005-07-06]. （原始内容 (PDF)存档于2011年11月13日）. Archive-It的存檔，存档日期2011-11-13
11. ↑  Saw Swee Hock. . ISEAS Publishing. 2007-01-30: 65  [2017-07-02]. ISBN 978-9812304278. （原始内容存档于2021-01-08）.
12. ↑  Dorothy Z. Fernandez, Amos H. Hawley, Silvia Predaza.  (PDF). CICRED series.   [2017-07-02]. （原始内容存档 (PDF)于2020-12-25）. （页面存档备份，存于）
13. 1 2 3  Charles Hirschman.  (PDF). Population and Development Review. March 1980, 6 (1): 103–125  [2017-07-02]. （原始内容存档 (PDF)于2021-10-31）. （页面存档备份，存于）
14. ↑  Prof. Dato' Dr Asmah Haji Omar, edt: "Encyclopedia of Malaysia - Languages and Literature （页面存档备份，存于）", pp 52-53, Kuala Lumpur: Editions Didier Millet, 2004, ISBN 981-3018-52-6
15. ↑  Slightly more men than women in Malaysian population. Thestar.com.my. Retrieved on 23 April 2012.
16. ↑  Population Distribution and Basic Demographic Characteristic Report 2010 (Updated: 05/08/2011 - Corrigendum) （页面存档备份，存于）. Statistics.gov.my. Retrieved on 23 April 2012.
17. ↑  Colonial Construction of Malayness: The Influence of Population Size and Population, Kiran Sagoo, 27 November 2006, International Graduate Student Conference Series, p. 9/16
18. ↑  Tan (1984), p. 3
19. ↑  Goh (1990), p. 148
20. ↑  TheStar, Wong Chun Wai, 9 May 2010
21. 1 2 3 4   (PDF).   [2014-11-09]. （原始内容存档 (PDF)于2014-10-06）. （页面存档备份，存于）
22. 1 2  Ball (1903), p. 129
23. ↑  International Conference of South-East Asian Historians (1962), p. 102
24. 1 2 3  Ember, Melvin; Ember, Carol R.; Skoggard, Ian. . Springer Science & Business Media. 2004-11-30  [2017-12-21]. （原始内容存档于2020-02-04） –Google Books.
25. ↑  Yan (2008), p. 71
26. ↑  Tan (2002), p. 1
27. 1 2  Tan, Kam (2000), p. 47
28. ↑  Pan (1999), p. 185-6
29. ↑  Lim How Pim. . The Borneo Post. 2016-07-10  [2017-05-29]. （原始内容存档于2021-01-08）. （页面存档备份，存于）
30. ↑  Backman, Butler (2003), p. 27
31. ↑  Astro AEC-Behind the dialect groups, Year 2012
32. ↑  Toong, Siong Shih, p. 1976
33. ↑  . 2015-07-25  [2017-05-30]. （原始内容存档于2015-07-26）. （页面存档备份，存于）
34. ↑  Philip A. Kuhn. . Rowman & Littlefield. 2009: 48–  [2017-05-30]. ISBN 978-0-7425-6749-8. （原始内容存档于2021-01-08）.
35. ↑  Pan (1999), p. 173
36. 1 2  Tan, Kam (2000), p. 39
37. ↑  . The Star. 2008-10-22  [2021-02-06]. （原始内容存档于2008-10-25）. 参数|newspaper=与模板{{cite web}}不匹配（建议改用{{cite news}}或|website=） (帮助) （页面存档备份，存于）
38. ↑  Tan (1984), p. 20-2
39. ↑  Butcher (2004), p. 80
40. ↑  Pan (1999), p. 43
41. 1 2  Gin, Ooi Keat. . Scarecrow Press. 2009-05-11  [2017-12-21]. （原始内容存档于2020-02-04） –Google Books.
42. 1 2 3 4  Astro AEC, Behind the Dialect Groups, Year 2012
43. 1 2  Ember, Melvin; Ember, Carol R.; Skoggard, Ian. . Springer Science & Business Media. 2004-11-30  [2017-05-30]. （原始内容存档于2021-01-08） –Google Books.
44. ↑  Constable (2005), p. 138
45. ↑  Constable (2005), p. 129
46. ↑  Constable (1988), p. 137
47. ↑  Hara (2003), p. 24
48. ↑  Nicole Constable (编). . : 128–129  [2017-05-30]. ISBN 9780295805450. （原始内容存档于2021-01-08）.
49. ↑  Delai Zhang. . Sabah Theological Seminary. 2002: 32–33.
50. ↑  Jessieca Leo. . Brill. : 87  [2017-05-30]. ISBN 9789004300279. （原始内容存档于2021-01-08）.
51. ↑  . 美國中文作家協會. 2019年6月21日  [2019年11月11日]. （原始内容存档于2021年1月8日） （中文（中国大陆））. （页面存档备份，存于）
52. ↑  . 东方网.   [2017-05-30]. （原始内容存档于2016-08-16）. （页面存档备份，存于）
53. ↑  Samantha 2016.
54. ↑  麦留芳 (1987), "表3.11， 各方言为在三州府的百分比，1881-1947"， p. 71
55. 1 2 3 4 5 6 7  麦留芳 (1987), "表3.19， 柔佛州内的中国方言为分布， 1911-1947"， p. 89-90
56. ↑  麦留芳 (1987), "表3.18， 吉兰丹州内的中国方言为分布，1881-1947"， p. 88
57. 1 2  麦留芳 (1987), "表3.16， 玻璃市州及丁加奴州内的主要地区之中国方言为分布，1881-1947"， p. 85
58. ↑  麦留芳 (1987), "表3.12， 雪兰莪州内的中国方言为分布，1881-1947"， p. 73-74
59. 1 2 3 4 5  麦留芳 (1987), "表3.13， 霹雳州州内的中国方言为分布，1881-1947"， p. 76-78
60. ↑  麦留芳 (1987), "表3.14， 森美兰州内的中国方言为分布，1881-1947"， p. 80-1
61. ↑  麦留芳 (1987), "表3.15， 彭亨州内的中国方言为分布，1881-1947"， p. 83-84
62. ↑  Sheridan Mahavera. . 馬來西亞內幕者. 2011年10月4日  [2011年5月14日]. （-at-all/ 原始内容 请检查|url=值 (帮助)存档于2013年12月3日） （英语）. （页面存档备份，存于）
63. ↑  文平強.  (PDF). 華研通訊第一期. 2007: 27–35  [2015-03-06]. （原始内容存档 (PDF)于2020-08-21） （中文）. （页面存档备份，存于）
64. ↑   (PDF). Department of Statistics, Malaysia.   [2012-06-17]. （原始内容 (PDF)存档于2013-11-13） （马来语及英语）. （页面存档备份，存于） p. 97
65. ↑  . 2013-01-02  [2017年6月1日]. （原始内容存档于2016年1月25日）. （页面存档备份，存于）
66. ↑  .   [2017-06-01]. （原始内容存档于2021-01-08）. （页面存档备份，存于）
67. ↑  PCL., Post Publishing. .
68. ↑  .   [2017-06-01]. （原始内容存档于2017-09-26）. （页面存档备份，存于）
69. ↑  Florence A. Samy. . The Star. 2009-09-23  [2017-06-01]. （原始内容存档于2016-12-20）. （页面存档备份，存于）
70. ↑  2001年7月26日，全球華社網： （页面存档备份，存于）新加坡《聯合早報》：馬來西亞華文報業180年歷史
71. ↑  . Malaysiakini. 2015-10-01. （原始内容存档于2022-10-25）. （页面存档备份，存于）
72. ↑  . BBC News 中文. 2015-09-27. （原始内容存档于2022-10-25） （中文（简体））. （页面存档备份，存于）
73. ↑  .   [2017-06-01]. （原始内容存档于2021-01-08）. （页面存档备份，存于）
74. ↑  . 2016-04-02  [2017-06-01]. （原始内容存档于2018-08-17）. （页面存档备份，存于）
75. ↑  .   [2017-06-01]. （原始内容存档于2021-01-08）. （页面存档备份，存于）
76. ↑  .   [2014-05-30]. （原始内容存档于2016-05-16）. （页面存档备份，存于）
77. ↑  .   [2017-06-01]. （原始内容存档于2017-06-20）. （页面存档备份，存于）
78. ↑  关于电影《881》、七月歌台和陈金浪… Archive.today的存檔，存档日期2009-09-08 2009年9月3日查閱
79. ↑   (PDF).   [2008-10-10]. （原始内容 (PDF)存档于2008-10-31）. （页面存档备份，存于）
80. ↑  .   [2008-10-10]. （原始内容存档于2007-08-10）. （页面存档备份，存于）
81. 1 2 3  耿红卫. . 船山学刊. 2007, (2). （原始内容存档于2016-03-20）.
82. 1 2  拉曼大學，林水豪：《堅持與成長：馬來西亞華教發展之路》 （页面存档备份，存于）
83. ↑  . www.jiaozong.org.my. 2024-02-28  [2025-03-11] （中文（中国大陆））.
84. ↑  資料來自董教總簡介 （页面存档备份，存于）
85. ↑  中國僑網 （页面存档备份，存于）：馬來西亞董教總華小工委會
86. ↑  .   [2008-08-07]. （原始内容存档于2011-12-19）. （页面存档备份，存于）
87. ↑  新華網/海外華人 Archive.today的存檔，存档日期2012-07-29：馬來西亞總理與馬華領袖探討華小問題
88. ↑  . 星洲网 Sin Chew Daily Malaysia Latest News and Headlines. （原始内容存档于2022-10-25） （中文（简体））. （页面存档备份，存于）
89. ↑  . 星洲网 Sin Chew Daily Malaysia Latest News and Headlines. 2025-01-05  [2025-03-11] （中文（中国大陆））.
90. ↑  . 東方網 馬來西亞東方日報. 2025-02-01  [2025-03-11] （中文（简体））.
91. ↑  .[永久]
92. ↑  .[永久]
93. ↑  中青在線 （页面存档备份，存于）：中國人才變身新加坡精英
94. ↑  .   [2008-08-06]. （原始内容存档于2011-12-20）. （页面存档备份，存于）
95. ↑  . 2008-08-13  [2008-08-14]. （原始内容存档于2021-01-08）. （页面存档备份，存于）
96. ↑  .   [2021-10-15]. （原始内容存档于2021-10-29）. （页面存档备份，存于）
97. ↑  . 東方網 - 馬來西亞東方日報.   [2015-12-18]. （原始内容存档于2021-01-08）. （页面存档备份，存于）
98. ↑  . 联合早报网.   [2008-08-06]. （原始内容存档于2012-02-07）. （页面存档备份，存于）
99. ↑  .   [2008-08-07]. （原始内容存档于2021-01-08）. （页面存档备份，存于）
100. ↑  2001年12月21日，孝恩文化《馬來西亞華團組織的困局與展望》 （页面存档备份，存于）
101. ↑  .   [2008-05-24]. （原始内容存档于2007-10-17）. （页面存档备份，存于）
102. ↑  陳雲清．採訪手記‧記者：我沒聽錯！ （页面存档备份，存于）．星洲日报，2008，9(5)
103. ↑  不能接受納吉的「二手道歉」：吉祥批評阿末依斯邁沒悔過 （页面存档备份，存于）．：當今大馬，2008-9-3
104. ↑  刘嘉铭．警告華人別學猶太人政經兼掌：阿末稱若爆發不測要子根負責 （页面存档备份，存于）．：當今大馬，2008-9-8
105. ↑  巫统惩治阿末冻结党籍3年：促成员党效仿对付肇乱党员 （页面存档备份，存于）．：當今大馬，2008-9-10
106. ↑  Dervin, Fred; Machart, Regis. . Springer. 2016-04-29  [2017-06-05]. （原始内容存档于2020-02-04） –Google Books.
107. ↑  .   [2017-06-05]. （原始内容存档于2021-01-08）. （页面存档备份，存于）
108. ↑  Daniels, Timothy P. . Routledge. 2005: 189. ISBN 0-415-94971-8.
109. ↑  .   [2017-06-05]. （原始内容存档于2017-07-06）. （页面存档备份，存于）
110. ↑  .   [2021-03-04]. （原始内容存档于2020-08-03）. （页面存档备份，存于）
111. ↑  . 2014-11-22  [2017-06-05]. （原始内容存档于2018-04-01）. （页面存档备份，存于）
112. ↑  .   [2017-06-05]. （原始内容存档于2021-01-08）. （页面存档备份，存于）
113. ↑  . 2016-02-16  [2017-06-05]. （原始内容存档于2017-10-19）. （页面存档备份，存于）
114. 1 2 3  .   [2017-06-05]. （原始内容存档于2021-01-08）. （页面存档备份，存于）
115. 1 2  . Australian Bureau of Statistics.   [2017-06-05]. （原始内容存档于2007-10-01）. （页面存档备份，存于）
116. ↑  .   [2017-06-05]. （原始内容存档于2017-01-05）. （页面存档备份，存于）
117. ↑  No paradise on Christmas Island （页面存档备份，存于） by Paige Taylor (The Australian, 25 May 2009)
118. ↑  . 東方網 馬來西亞東方日報.   [2021-02-27]. （原始内容存档于2021-09-13） （中文（简体））. （页面存档备份，存于）